# Ötisheim

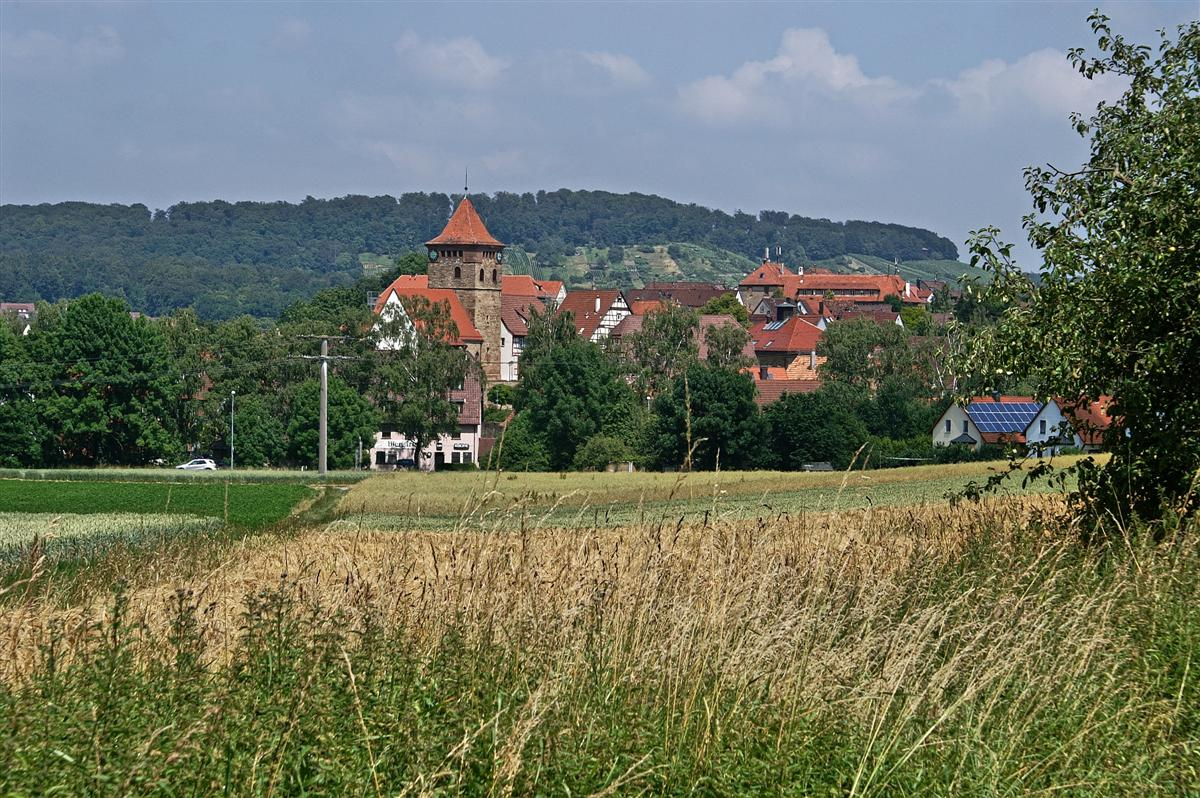
Ötisheim mit der evangelische Michaelskirche (St. Michael)

Ötisheim (umgangssprachlich auch „Aize“ genannt) ist eine Gemeinde im Enzkreis in Baden-Württemberg mit über 4700 Einwohnern und wurde zum ersten Mal 783 erwähnt. Mit seinen Kulturdenkmalen im Ortskern zählt Ötisheim zu den wertvollsten historischen Ortskernen der insgesamt 89 ausgewählten Dörfer in Baden-Württemberg, die eine besonders historische Qualität aufweisen. Der Ort stand bis zur Reformation unter dem Einfluss des Klosters Maulbronn. Im Pfälzischen Erbfolgekrieg bezog Friedrich Karl von Württemberg ein Standquartier um französische Truppen abzuwehren, bekannt auch als die Schlacht bei Ötisheim. Um 1700 kam Henri Arnaud in die Gegend und gründete die Siedlung Schönenberg, welche später ein Teilort von Ötisheim wurde. Nachdem die Gemeinde ihre Unabhängigkeit bei der Kreisreform 1973 bewahrte, ging sie mit der Stadt Mühlacker eine Vereinbarte Verwaltungsgemeinschaft ein. Ötisheim zählt zu den wenigen Orten in Baden-Württemberg, welche ohne Schulden sind.

## Geografie

### Topografie

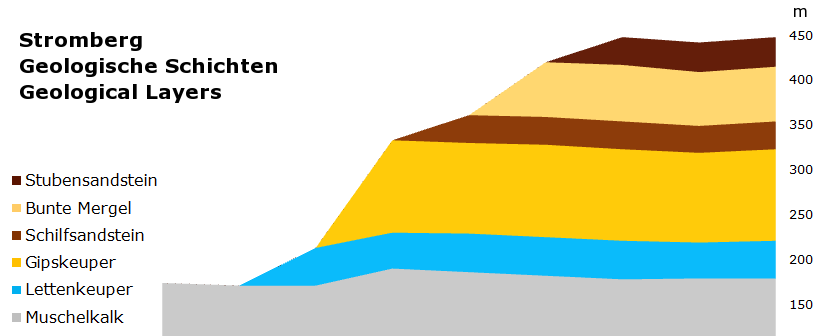
Geologische Schichtung des Strombergs

Ötisheim liegt im nördlichen Teil des Enzkreises etwa zwölf Kilometer von Pforzheim und vier Kilometer von Mühlacker entfernt. Zwei Naturräume stoßen auf der Gemarkung zusammen, vom Südwesten die Bauschlotter Platte und von Nordosten das Strombergvorland, wobei die Bauschlotter Platte nur einen kleinen Teil der Gemarkung ausmacht. Der Untergrund ist aus Gipskeuper, welcher die größte Einheit bildet und südlich zum Teil löss- und lösslehmüberlagert ist. Nördlich und nordöstlich der Gemarkung, am Rande des Wannenwaldes, ist eine deutliche Schichtstufe zu erkennen, gebildet durch den Schilfsandstein. Das Hauptgewässer ist der Erlenbach, ein Zufluss der Enz, dem der Mettenbach zufließt. Der tiefste Punkt grenzt am Gebiet von Mühlacker mit 226 m ü. NHN und der höchste Punkt der Gemarkung ist der Sauberg mit 322 m ü. NHN.
Nachbargemeinden und Städte sind, von Norden beginnend, im Uhrzeigersinn Maulbronn, Mühlacker und Ölbronn-Dürrn.

### Gemeindegliederung
Zur Gemeinde Ötisheim gehören das Dorf Ötisheim (⊙), die Weiler Erlenbach (⊙), Corres (⊙) und Schönenberg (⊙) und die Höfe Haldenhof (⊙) und Reithof (⊙).

#### Erlenbach
Erlenbach wurde 1245 zum ersten Mal urkundlich erwähnt. Dort fand man auch Reihengräber, die zwischen dem 5. und 7. Jahrhundert datiert wurden. Erlenbach war schon als Flurname bekannt und seine Entstehung fällt in den merowingerzeitlichen Ausbau. Die ehemals dort stehende Kapelle St. Jakobus wird 1356 erstmals erwähnt.

#### Corres

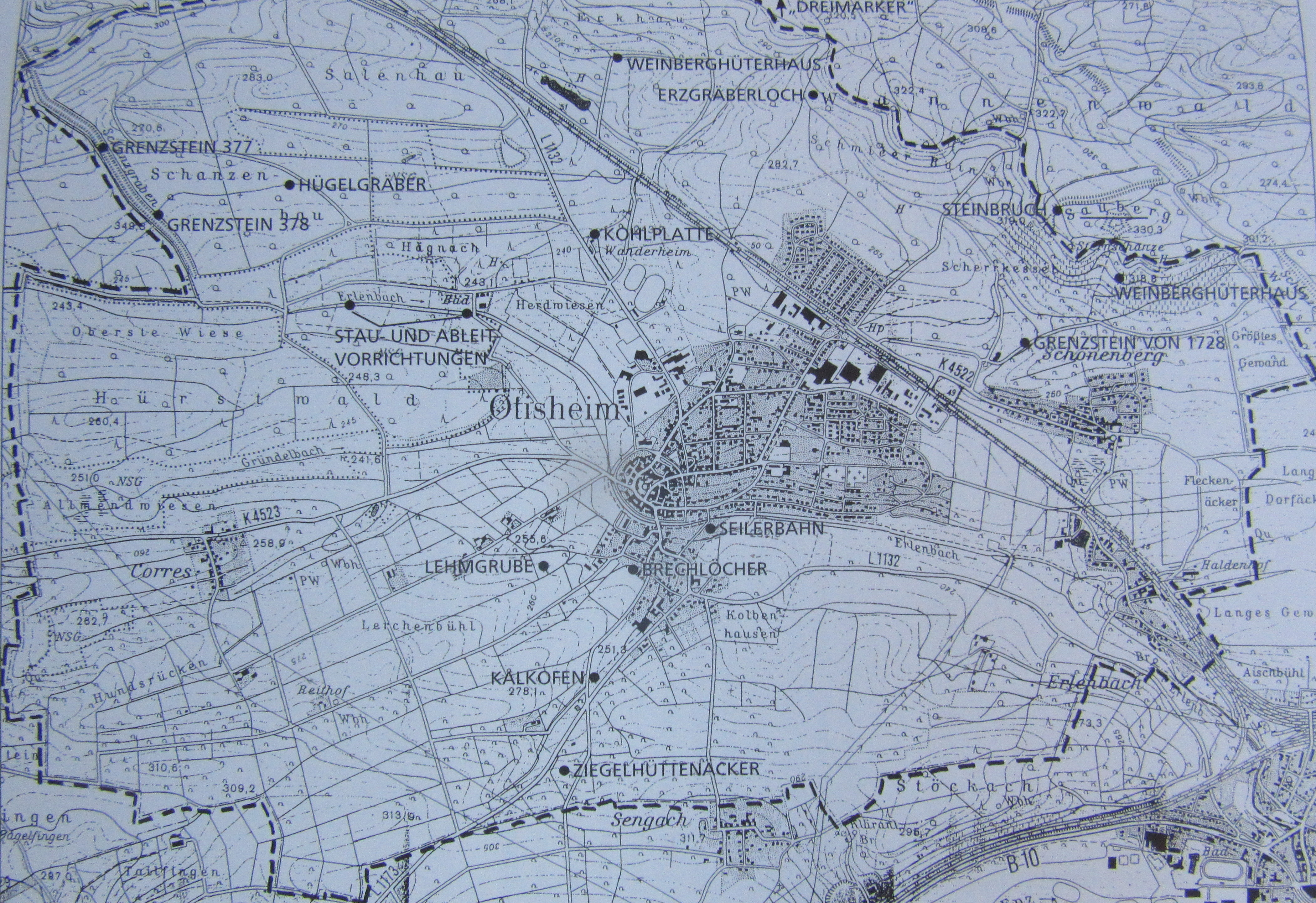
Gemarkung Ötisheim, mit Gewannnamen, Teilorten und Grenzsteinen

Corres wurde um 1701 von den Waldensern auf der Gemarkung Ötisheim gegründet und war von Beginn ein Teilort Ötisheims. Der Name Corres entstand aus dem schon vorher bestehenden schwäbisch-fränkischen Flurnamen Korra. Die Gründer von Corres kamen aus Pragelato und Perosa Argentina. Die dortige Laschar-Kapelle wurde 1911 errichtet und eingeweiht.

#### Schönenberg
Schönenberg wurde 1701 von den Waldensern unter der Führung des Waldenserführers und Pfarrers Henri Arnaud gegründet und hieß zuvor Des Mûriers (Maulbeerbaum). Dort befinden sich das Waldensermuseum und der Sitz der deutschen Waldenservereinigung.

### Wüstung
Auf der Gemarkung Ötisheim liegen die Wüstungen Kolbenhausen (⊙), Brinklingen und Hägnach (⊙). Die Flurnamen Kolbenhausen und Brinklingen werden in den Ötisheimer Lagerbüchern von 1552 und 1565 relativ häufig erwähnt. Ebenso werden Käpelesäcker, Kalkofen und Winterstall als ehemalige Orte oder Burgen in der Beschreibung des Oberamts Maulbronn erwähnt. Kolbenhausen wird als Zelge, des Teilortes von Ötisheim, Erlenbach zugewiesen und Bringhausen als Zelge von Dürrn und Erlenbach. Zusätzliche Hinweise für eine Wüstung Kolbenhausen liefert der Familienname Kolb aus älteren Ötisheimer Schriften. Hegnach besteht bis heute als Flurname nördlich des Teilortes Erlenbach. Der Name Hegnach kommt von Hag, das auf eine Hecke eines eingefriedeten Gebietes hinweist. Hag weist meist auf eine frühere Siedlung hin. Der Lokalhistoriker Konrad Dussel ist aber der Meinung, dass es bei den drei Flurnamen nicht unbedingt um Wüstungen handeln muss.

### Gewannnamen
Eine Gewannbezeichnung lässt Rückschlüsse auf eine frühere Nutzung, Lage oder Beschaffenheit eines bestimmten Gebietes zu. So hat auch Ötisheim mehrere Gewannnamen.
Ziegelhüttenäcker (⊙) weist auf Lehm und Quellwasser hin, die man für Ziegel oder Backsteine benötigte, welche dort auch hergestellt wurden. Am Kalkofen (⊙) baute man Kalk ab, um Mörtel herzustellen für das Mauern und Verputzen. Kohlplatte (⊙) war ein Hinweis auf die Köhlerei, für die Gewinnung von Kohle. Am Erzgräberloch (⊙) ist noch ein langer Gang zu sehen und früher gab es dort einen Schacht, den man später auffüllte. Es wird vermutet, dass er für die Gewinnung von Bleiglanz gedacht war. Der Gewannname Brechlöcher (⊙) bezeichnete einen Platz für die Verarbeitung von Flachs und Hanf. Hanf wurde in der Seilerbahn (⊙) zu Seilen verarbeitet. Nicht weit davon war die Bleiche direkt am Erlenbach, dort wurde das Leinengewebe gebleicht, darüber hinaus gab es noch den Steinbruch (⊙) am Sauberg, die Kiesgrube in der Nähe des ehemaligen Bahnhofes und die Lehmgrube (⊙) an der alten Dürrner Straße.

### Flächenaufteilung
Der größte Teil der Gemarkung macht die landwirtschaftliche Nutzfläche mit 50,7 % (722 ha) aus. Die Waldfläche hat 30,9 % (440 ha) Anteil an der Gemeindefläche. 9 % (129 ha) werden von der Gebäude- und Freifläche beansprucht und 7,1 % (102 ha) sind Verkehrsfläche. Erholungsflächen machen 1,1 % (15 ha) aus. 0,5 % sind Wasserflächen und sonstige Flächen 0,7 % (10 ha). Ötisheim hat eine Rebfläche von 7 ha, davon werden 2 ha für weiße Rebsorten und 5 ha für rote Rebsorten verwendet.
Nach Daten des Statistischen Landesamtes, Stand 2017.

### Klimatabelle
In Ötisheim ist das Klima gemäßigt warm, mit einer erheblichen Menge an Niederschlägen. Die Jahresdurchschnittstemperatur liegt bei 9,8 °C. Im Durchschnitt fallen 725 mm Niederschlag innerhalb eines Jahres.
Der März ist der Monat mit der geringsten Niederschlagsmenge mit durchschnittlich 45 mm und der Monat Juni mit der größten Niederschlagsmenge mit durchschnittlich 88 mm. Zwischen dem trockensten Monat März und dem niederschlagsreichsten Monat Juni variiert der Niederschlag um 43 mm. Der Juli ist der wärmste Monat mit einer durchschnittlichen Temperatur von 18,7 °C und der Januar gilt als der kälteste Monat, mit einem Durchschnitt von 0,5 °C, d. h. im Schnitt 18,2 °C weniger als im wärmsten Monat Juli.
|                       | Jan  | Feb  | Mär  | Apr  | Mai  | Jun  | Jul  | Aug  | Sep  | Okt  | Nov  | Dez  |   |      |
| Mittl. Tagesmax. (°C) | 3,2  | 5,3  | 10,1 | 14,8 | 19,2 | 22,4 | 24,2 | 23,5 | 20,6 | 14,7 | 8,1  | 4,5  | ⌀ | 14,3 |
| Mittl. Tagesmin. (°C) | −2,2 | −1,3 | 1,2  | 4,5  | 8,3  | 11,7 | 13,3 | 12,8 | 9,9  | 5,8  | 1,8  | −0,8 | ⌀ | 5,5  |
|                       |      |      |      |      |      |      |      |      |      |      |      |      |   |      |
| Niederschlag (mm)     | 48,0 | 46,0 | 45,0 | 54,0 | 74,0 | 88,0 | 73,0 | 77,0 | 57,0 | 51,0 | 58,0 | 54,0 | Σ | 725  |

| −2,2 |

| −1,3 |

| 1,2 |

| 4,5 |

| 8,3 |

| 11,7 |

| 13,3 |

| 12,8 |

| 9,9 |

| 5,8 |

| 1,8 |

| −0,8 |

| −2,2 |

| −1,3 |

| 1,2 |

| 4,5 |

| 8,3 |

| 11,7 |

| 13,3 |

| 12,8 |

| 9,9 |

| 5,8 |

| 1,8 |

| −0,8 |

## Geschichte

### Herkunft und Namensentwicklung
Laut Karl Weller ist Ötisheim ein alemannisches Urdorf, da Dörfer, welche auf -heim enden, allgemein zu den ältesten Orten zählen. Der Sippennamen, der dem alemannischen Urdorf zu eigen war, ist verloren gegangen. Doch wird vermutet, dass ein Mann mit dem Namen Autines den früheren Sippennamen verdrängte, da Ötisheim als Autinesheim urkundlich erwähnt wurde. Demnach kann die Entstehung von Ötisheim zwischen dem 2. Jahrhundert und dem 4. Jahrhundert datiert werden. Anderen Quellen hingegen, weisen auf ein fränkisches Dorf hin, da viele alemannische Dörfer mit -ingen endeten, was bei Ötisheim nicht der Fall ist. Nach dem Sieg der Franken gegen die Alemannen, um 496, gab es eine fränkische Nachbesiedelung. In dieser Zeit entstand ein Fronhof, welches das erste Gebäude von Ötisheim war und zu einem Dorf heranwuchs. Die Flurnamen, wie Großer Brühl, Hofäcker oder Hofwiesen waren Bestandteile des Fronhofes und sind typisch für Dörfer, welche aus einem Fronhof entstandenen sind. Im Laufe der Zeit durften sich Bauern dort niederlassen, mussten aber Frondienste leisten und Abgaben errichten.
Ötisheim (lokalen Dialekt: Aize) wurde erstmals 783 als Autinesheim im Lorscher Codex urkundlich erwähnt.

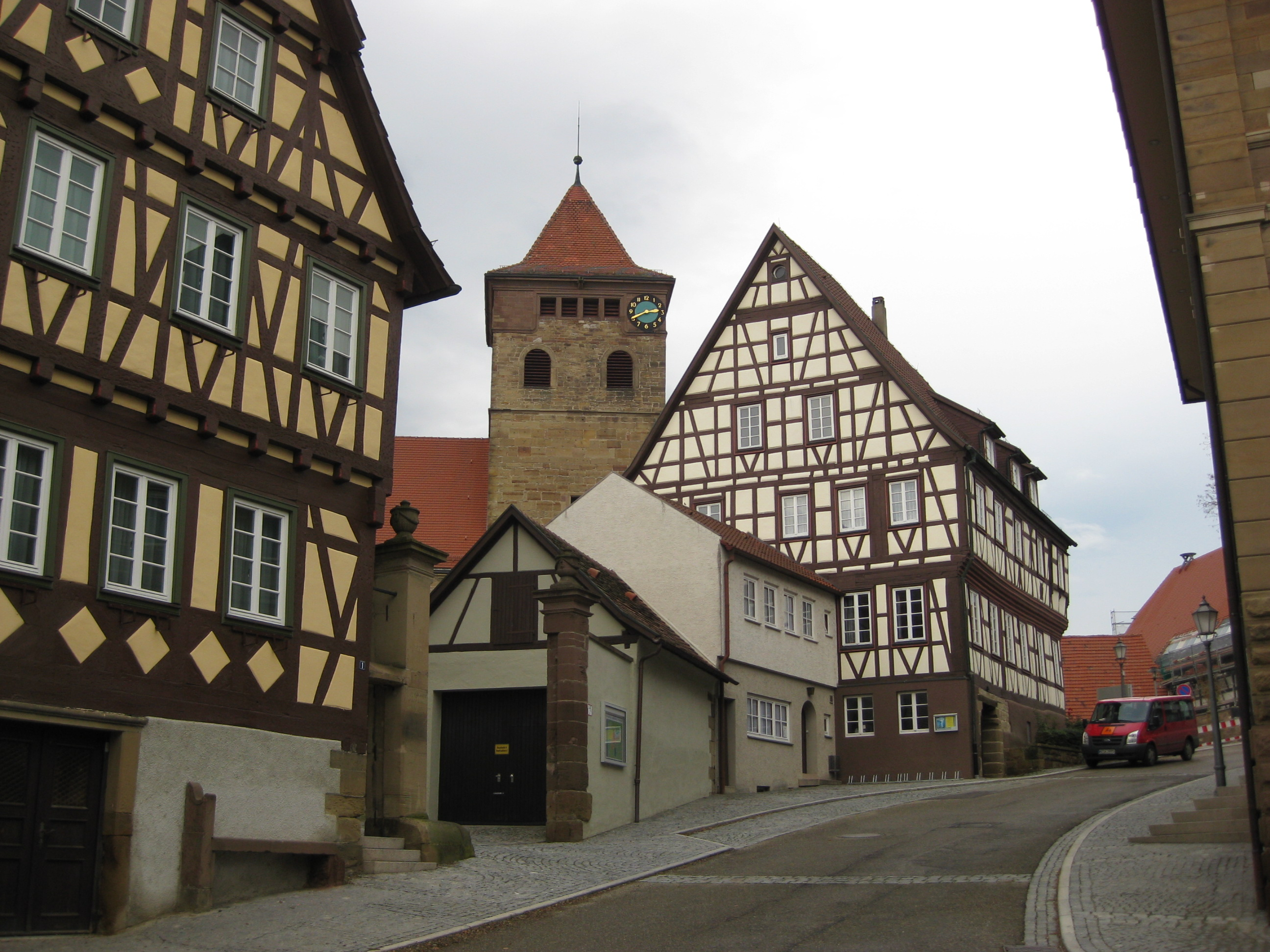
Die evangelische Michaelskirche (St. Michael), das ev. Gemeindehaus (ehemals altes Rathaus) und der Pfleghof links im Bild

Ötisheim hatte mehrere Ortsnamen hinter sich, nach Autinesheim war der Ort 1236 als Autesheim bekannt, dann 1246 Outenesheim, 1295 Outensheim, 1312 und 1316 Othensheim, 1356 Oetinsheim und 1370 Oettisheim.

#### Aize
1774 schrieb der dort tätige Pfarrer Christian Gottfried Nicolai, dass Ötisheim vermutlich früher Eidexheim hieß, da sich damals viele Eidechsen in der Gegend aufhielten, von daher soll der Name Aize, mundartlich von Eidechse, abstammen. Die Bezeichnung Aize lässt sich jedoch aus den frühesten schriftlichen Überlieferungen des Ortsnamens ableiten. Das „-heim“ von Autinesheim wurde mundartlich schon früh zu einer Reduktionssilbe „e“ geändert. Der voralthochdeutsche Diphthong „au“ wurde im Laufe der Jahrhunderte hochsprachlich zu „ö“ weiterentwickelt, während es im Schwäbischen zu „ai“ kam. So wird neben Öttisheim oder Ötteßhaim auch von Aittes(s)haim geredet. Es wird vermutet, dass das Heim des Autines in Vergessenheit geraten ist und daraus ein Heim der Eidechsen wurde.

#### Ortsneckname
Ein Ortsneckname (auch Ortsneckerei, Uzname oder niederdeutsch Terneidsname) ist eine scherzhafte Bezeichnung der Ortseinwohner durch die Bevölkerung benachbarter Orte. Ötisheim hat den Necknamen d' Bachel. Bachel wird von den umliegenden Dörfern, als auch im Ort selbst, meist abwertend verwendet, ähnlich wie Trottel oder Idiot. Die Herkunft des Necknamens könnte aber auch mit dem englischen Wort Bachelor verwandt sein, welches auch Junggeselle oder Hagestolz bedeutet.

### Jungsteinzeit bis Spätantike
Die frühesten Funde, Steinwerkzeuge, sind aus der Jungsteinzeit. Es gibt mehrere Hügelgräber aus der Bronzezeit. Urtümlich wurden die Gräber als „altgermanische“ Altertümer bezeichnet, tatsächlich sind die Grabhügel in der keltischen Zeit angelegt worden. 1906 untersuchte man in der Nähe des Ortsteils Corres einen der Grabhügel, welcher verschiedene Schmuckbeigaben und Bronzereste beinhaltete, außerdem einen Unterschenkelknochen und Zähne des Bestatteten. 

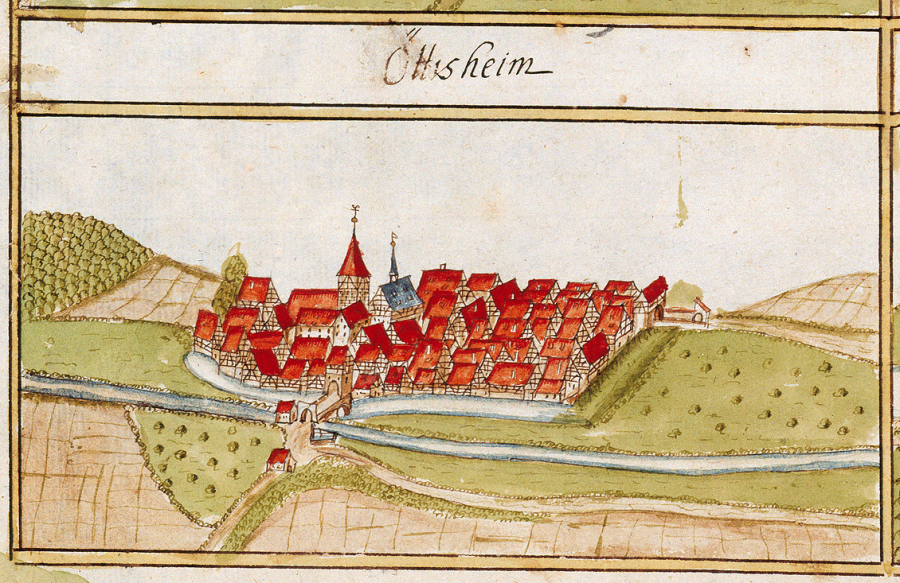
Ötisheim im Forstlagerbuch 1682 von Andreas Kieser

Verschiedene Bodenfunde zeigten auch auf, dass die Römer den Siedlungsboden in Besitz nahmen. Im ehemaligen Amtsbezirk Maulbronn wurde 1870 niedergeschrieben, dass man auf der Gemarkung Ötisheim auf Pflaster, Grundmauern, Scherben und Fundamente gestoßen sei, die angeblich römisch waren. Ebenso wurde eine Römerstraße in der Zeit des Augustus, zwischen Ötisheim über Kieselbronn, nach Pforzheim gebaut, welche als „hohle Straße“ bekannt ist.

### Frühmittelalter bis zum Dreißigjährigen Krieg
Während der Zeit der Stammesherzogtümer lag der Ort im Herzogtum Franken. Zu einer Ersterwähnung von Ötisheim im Lorscher Codex, 783, kam es, weil ein Mann namens Rather dem Kloster Lorsch 10 Felder und 2 Wiesen schenkte, danach folgten weitere Schenkungen an das Kloster Lorsch von anderen Personen, welche Besitztümer in Ötisheim hatten. Der Fronhof von Ötisheim ging im 12. Jahrhundert in den Besitz vom Kloster Maulbronn über. Dort wurde es als Grangie geführt. 1285 gab es ein Schiedsgericht zwischen dem Kloster Maulbronn und den Herren von Enzberg, unter der Teilnahme von Ritter Albrecht und Konrad von Niefern und Diether von Lomersheim. Dort wurde entschieden, dass das Kloster Maulbronn das Vogtrecht, seit 1376 auch die Gerichtsbarkeit, über die Güter der Ritter in Ötisheim bekam. In den Jahren 1369 und 1370 gingen weitere Güter, unter anderem der Wald bei Ötisheim, in den Besitz des Klosters über. Damit wurde Maulbronn Grundherr über den Ort.
Im bayerisch-pfälzischen Erbfolgekrieg wurde Ötisheim geplündert und musste sich für 1500 Gulden freikaufen, ansonsten hätte man den Ort niedergebrannt. Infolge dieses Krieges kam es mit dem Kloster Maulbronn im Jahr 1504 an Württemberg. 1631 wurde Ötisheim von Johann T’Serclaes von Tilly heimgesucht. Bis 1648 war die Gegend des Klosteramtes Maulbronn durch den Dreißigjährigen Krieg weitgehend entvölkert. 1648 zählte man wieder 246 Einwohner und erholte sich so langsam.

### Pfälzischer Erbfolgekrieg

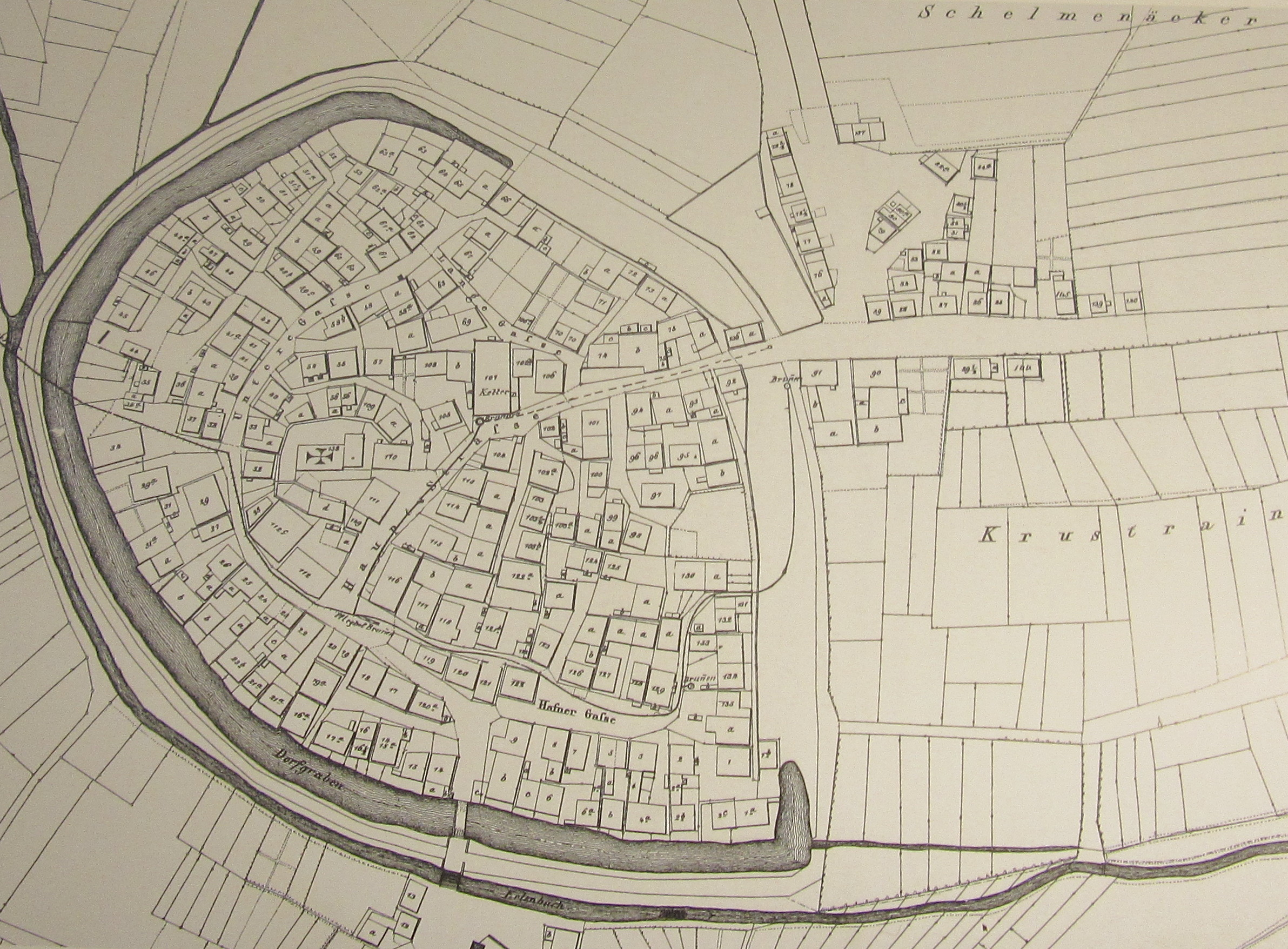
Ortsplan von 1867

Durch den Pfälzischen Erbfolgekrieg wurde Ötisheim erneut in Mitleidenschaft gezogen. Beim Einfall 1688 wehrten sich die Ötisheimer und erschossen zwei Franzosen. 1692 errichtete Friedrich Karl von Württemberg ein Standquartier in Ötisheim, um die französischen Truppen von Marschall de Lorge bei einem weiteren Vordringen abzuwehren. Am 27. September 1692 wurde Friedrich Karl von Württemberg durch seinen Oberstleutnant Mortan informiert, dass Pforzheim immer noch Widerstand leistete, obwohl Pforzheim bereits am 24. September 1692 von den Franzosen eingenommen worden war. Sein Heer war völlig überrascht, als die französischen Truppen auftauchten, es geriet in Panik und floh. Friedrich Karl von Württemberg versuchte noch, den Rückzug zu decken, wurde dabei aber gefangen genommen. Bei der Flucht sind 50 gefallen und 150 nahm man gefangen. Am nächsten Tag wurde Ötisheim geplündert und niedergebrannt.
Die Michaelskirche, das alte Rathaus (heute das evangelische Gemeindehaus) und der Pfleghof, das dem Kloster Maulbronn angehörte, überstanden der Zerstörung. Im Winter 1692–1693 gab es nur noch 9 Bürger. Der Pfarrer Nicolai erzählte, dass eine Frau namens Anna Katharine Wanderin täglich durch das Dorf ging und zusammen mit einem Mann die Toten beerdigte, welche der Pest zum Opfer gefallen waren.
Zwischen 1695 und 1697 wurde eine Sternenschanze, in Form eines regelmäßigen fünfeckigen Sternes, auf dem Sauberg, der bei Schönenberg liegt, errichtet, welche als Verteidigung diente und zur Eppinger Linien gehörte (siehe Sternenschanze Lienzingen/Ötisheim).

### Die Waldenser
Um 1700 siedelten Waldenser bei und in der Gemarkung von Ötisheim an, welche zuvor hauptsächlich in Dürrmenz lebten. Sie gründeten die heutige Teilorte Corres und Schönenberg. Der Pfarrer Henri Arnaud kaufte mehrere Morgen Land auf dem Sauberg von den Ötisheimern ab und errichtete dort seine Wohnstätte, das heutige Waldensermuseum. Die Ötisheimer verkauften aber das Land nur, da sie dachten, dass man dort Maulbeerplantagen anlegen wollte, aber nicht, dass dort gebaut wird. Die Gemeinde konnte aber nichts ausrichten, da der Herzog Eberhard Ludwig die Waldenser unterstützte. Die Waldenser in Schönenberg bekamen eine eigene Gemarkung von ca. 47 ha von ihm zugesprochen. Anders war es mit dem Teilort Corres, das zur selben Zeit entstand wie Schönenberg und direkt auf der Gemarkung Ötisheim erbaut wurde. Der Ort gehörte von Anfang an zu Ötisheim, kirchlich aber war es, wie Schönenberg, eine Filiale von Dürrmenz. Angeblich wurde die Kartoffel in Württemberg zuerst in Schönenberg angebaut, was aber der Historiker Konrad Dussel bezweifelt.

### Erster Weltkrieg

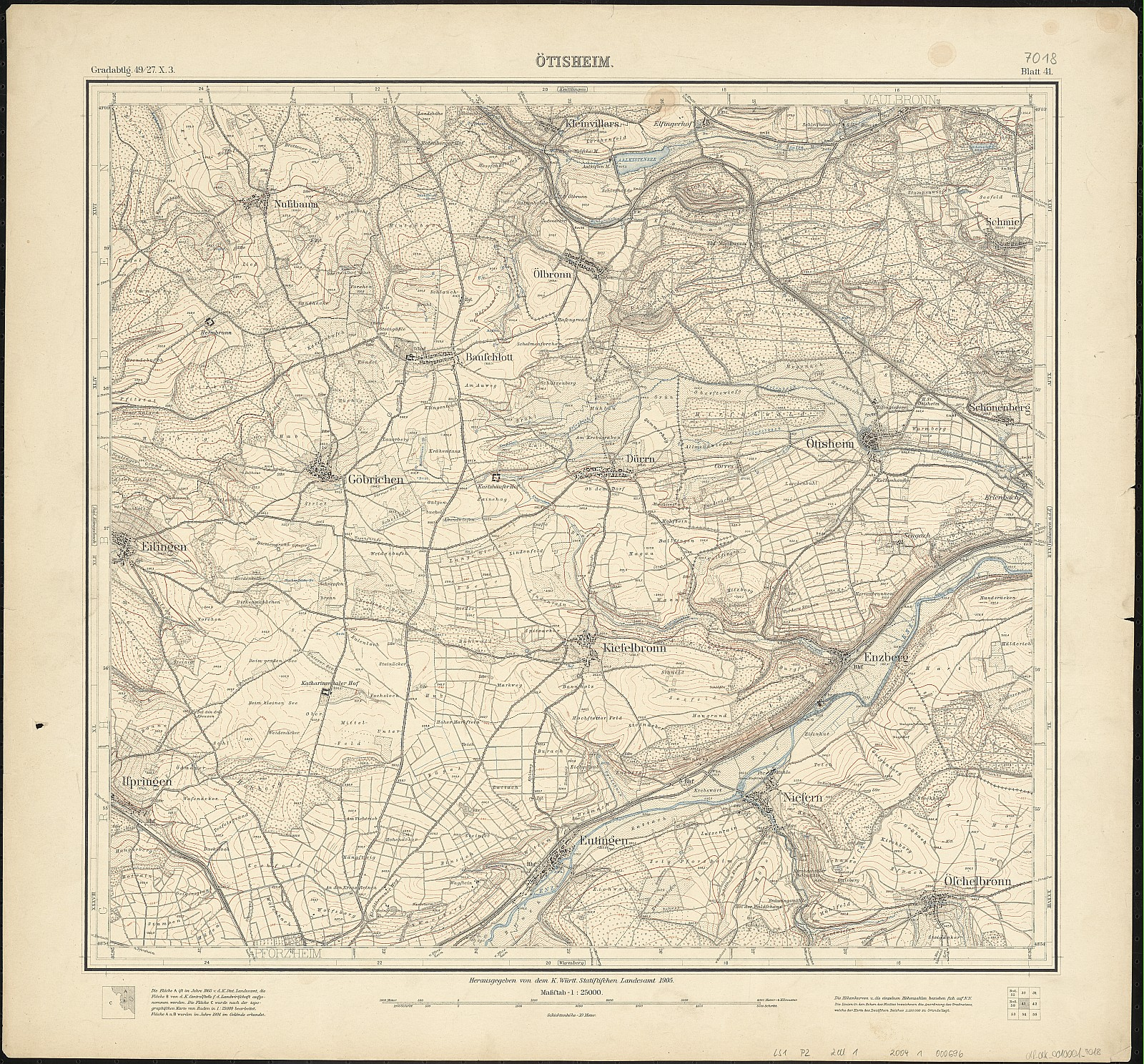
Messtischblatt Nr. 7018 „Ötisheim“ von 1905

Wie andere Ortschaften auch, musste Ötisheim seinen Teil durch neue Verordnungen und Rationalisierungen für den Ersten Weltkrieg beitragen. So bekam die Gemeinde in den Monaten November und Dezember 1915 nur 40 Liter Erdöl zugeteilt, was in einem noch nicht elektrifiziertes Dorf, das nur Öllampen hatte, viel zu wenig war. 1918 war sie verpflichtet täglich 275 Liter Milch abzugeben. Auch wurden 2 Glocken der Michaelskirche in Ötisheim vom Kriegsamt beschlagnahmt und eingeschmolzen. Willhelm Lehrer und Ernst Ott, beide in Ötisheim geboren, bekamen im Ersten Weltkrieg die goldene Militärverdienstmedaille (Württemberg) verliehen. Eine Auszeichnung die nur 2402 an Unteroffiziere und Mannschaften verliehen wurde. Ötisheim hatte 78 Gefallene, Vermisste oder durch Kriegsfolgen Verstorbene zu beklagen. Ihnen zu Ehren wurde am 1. Juni 1924 ein Kriegerdenkmal, an der Schönenbergerstraße, errichtet das man später, aufgrund der Gefallenen im Zweiten Weltkrieg, neu anlegte.

### Weimarer Republik
In der Weimarer Republik durften gemäß dem neuen Wahlrecht alle Deutschen ab 20 Jahren und somit erstmals auch Frauen aktiv wählen. Bei der Reichspräsidentenwahl 1925 entschieden sich 897 von den 1081 Wahlberechtigten aus Ötisheim wählen zu gehen. 52 % wählten Paul von Hindenburg, 44,5 % waren für Wilhelm Marx und Ernst Thälmann erhielt 4,5 %. Als die Weltwirtschaftskrise 1929 einbrach, bekam die NSDAP und die KPD in Ötisheim regen Zulauf. So wählten bei der Reichstagswahl 1928 noch 37 Ötisheimer für die KPD (29 Stimmen) und NSDAP (8 Stimmen), 2 Jahre später waren es schon 231 Stimmen, was ca. 25 % der Gesamtstimmen ausmachte. Und erhöhte sich bei der Reichstagswahl Juli 1932 auf 60 % und dann nochmal auf 67 % (253 Stimmen für die KPD und 268 Stimmen für die NSDAP) bei der Reichstagswahl November 1932. Als die Reichspräsidentenwahl 1932 war, lag am 10. April Hindenburg mit 44 % vor Hitler mit 35,2 % und Thälmann mit 20,5 %. Am 24. April 1932 fanden anschließend die Landtagswahlen in Württemberg statt. Dort konnte die NSDAP allerdings nur noch 189 Stimmen für sich verbuchen.
Reichstagswahlen in Ötisheim (1919–1933)
Wahlbeteiligung und Stimmenanteile der Parteien (Auswahl) in Prozent.
| Wahltag                  | Wahlbeteiligung | KPD  | NSDAP | SPD  | WBWB | WÜ. Bürgerpartei |
| ------------------------ | --------------- | ---- | ----- | ---- | ---- | ---------------- |
| Nationalversammlung 1919 | 89,5            |      |       | 64,5 | 18,5 |                  |
| Reichstagswahl 1920      | 71              | 3    |       | 27   | 35,5 | 4                |
| Reichstagswahl 1924      | k. A.           | 5,5  | 1     | 43   | 28   | 8,5              |
| Reichstagswahl 1928      | 63,5            | 3,5  | 1     | 54   | 26   | 3,5              |
| Reichstagswahl 1930      | 69              | 10,5 | 15    | 42   | 14,5 | 0,8              |
| Reichstagswahl 1932      | 58,5            | 32,5 | 34,5  | 16   | 10   | 0,5              |
| Reichstagswahl 1933      | 75              | 20,5 | 49,5  | 20   | 5,5  | 2                |

### Zweiter Weltkrieg
Nach der Machtergreifung der NSDAP wurde der Platz am Brunnenhäusle „Adolf Hitler Platz“ umbenannt, nach dem der Gemeinderat, wovon 2 von der SPD waren, dort angetreten waren, Walter Muck eine Rede hielt und man anschließend das Horst-Wessel-Lied sang. Bereits im Mai 1933 wurde das Vereinswesen unter einem Protektorat gestellt und alle marxistischen Vereinen verboten und ihr Vermögen beschlagnahmt, dies betraf vor allem den Turnverein und die Naturfreunde. 1942 erlebte Ötisheim einen Luftangriff, es wurden Brandbomben abgeworfen und eine Scheune wurde dabei zerstört. 1944 wurde die Bahnlinie zwischen Ötisheim und Mühlacker immer mehr unter Beschuss genommen, aber nie getroffen. Als einmal ein Militärzug am ehemaligen Bahnhof von Ötisheim stehen bleiben musste, erlebte Ötisheim den nächsten Luftangriff. Bis auf ein paar zerstörte Fenster, kam aber nichts zu schaden. Nach kurzem Gefecht, am 6. April um 16.00 Uhr, nahmen die Franzosen Ötisheim ein. Am selbigen Tag wurde der Gemeindepfleger Adolf Steinle von den Franzosen erschossen. Nach dem Krieg fand der fünfzehnjährige Günter Lehrer mit seinem Freund am hohlen Graben eine Handgranate, diese explodierte und tötete ihn, der Freund verlor seinen Arm und ein unbeteiligter Dritter wurde am Gesicht verletzt. Bis 1944 hatte die Gemeinde Ötisheim 72 Tote zu beklagen und als die deutsche Wehrmacht am 8. Mai 1945 kapitulierte, waren es insgesamt 176 Tote und Vermisste. Ihnen zu Ehren gestaltete man das alte Kriegerdenkmal zum heutigen Kriegerdenkmal um. Auch hatte Ötisheim ein Opfer des Nazi-Regime zu beklagen. Der in Ötisheim lebende Theodor Slepoj wurde Anfang 1943 wegen angeblicher Spionage festgenommen. Am 17. Juni 1943 deportierte man ihn nach Auschwitz. Kurz nach der Befreiung des Konzentrationslagers ist er an den Folgen der Haft verstorben. Slepoj kam aus der Ukraine und war Jude. Er hatte in Mühlacker ein Unternehmen, das Anstecknadeln herstellte. Er lebte unter anderem im Gebäude der Firma Altenpohl und Pilgram, an der Schönenbergerstraße. Seine Firma war in Mühlacker an der Steigstraße 9 und nach seiner Deportation zog die Hitlerjugend dort ein. Heute befindet sich an der Steigstraße 9 ein Stolperstein.

### Entwicklung der Dorfverwaltung
Als Ötisheim von einem Fronhof zu einem Dorf heranwuchs galt die Dorfordnung, das aus Weistum, Rechten und Pflichten bestand. Diese Dorfordnung überdauerte im Wesentlichen bis zu den Umwälzungen, die sich aus dem Reichsdeputationshauptschluss zu Beginn des 19. Jahrhunderts ergeben sollten. Es ermöglichte ein Zusammenleben der Gemeindemitglieder und war weitgehend eine Selbstverwaltung. Die erste urkundliche Erwähnung eines Schultheißen war Heinz Rummel (1396–1419). Der Schultheiß war Ortsvorsteher und Amtsmann des Klosters Maulbronn. Auch war er Vorsitzender eines Dorfgerichtes, das aus sieben Richtern bestand. Diese hatten eine ähnliche Aufgabe wie die heutigen Gerichtsschöffen, waren aber auch vergleichbar mit dem Gemeinderat. Sie waren jedoch nur für die Niedere Gerichtsbarkeit zuständig. Bei härteren Vergehen wurde das Obergericht des Klosteramtes Maulbronn tätig. Des Weiteren gab es noch einen Anwalt, der den Schultheißen unterstützte. Der neben dem Schultheißen bestellte Bürgermeister war damals zudem für die Finanzen verantwortlich. Der Kirchenpfleger war zuständig für die Kasse der Kirche. Ein Fürsprecher verteidigte bzw. sprach für Angeklagte vor dem Gericht. Schließlich gab es auch den Untergänger, welcher für die Grenzen innerhalb der Gemarkung zuständig war. Diese Ämter waren ehrenamtlich und wurden in der Regel nicht entgolten. Darüber hinaus gab es noch Gemeindediener, wie den Feldschützen, die Hebamme, den Totengräber oder den Torwächter. Mit der Verwaltungsneuordnung, die nach den Gebietszuwächsen des 1806 errichteten Königreichs Württemberg notwendig war, wurde Ötisheim dem Oberamt Maulbronn zugeordnet. Auch die Grundzüge der Kommunalverwaltung wurden dadurch neu geordnet. Jetzt hatten die Bürger die Möglichkeit der Mitbestimmung. Entschied früher das Kloster Maulbronn, wer Schultheiß werden konnte, durften die Bürger von Ötisheim nun zumindest drei Kandidaten vorschlagen. Der Neckarkreis, zu dem das Oberamt Maulbronn gehörte, entschied dann, welcher von den Dreien zukünftig Schultheiß auf Lebzeit war. Ebenso gab es einen Gemeinderat aus neun Mitgliedern, welche von den Bürgern gewählt wurden. Wählte man die Mitglieder nach zwei Jahren wieder, blieben sie auf Lebzeiten im Gemeinderat. Ab 1849 schaffte man die lebenslängliche Amtszeit des Gemeinderates ab und die Mitglieder waren nur noch für sechs Jahre im Amt. Zuletzt gab es den Bürgerausschuss. Er hatte genauso viele Mitglieder wie der Gemeinderat und wurde für zwei Jahre gewählt. Die Mitglieder des Bürgerausschusses durften aber nach dem Ablauf ihres Mandats nicht wieder aufgestellt werden.
Das Oberamt Maulbronn überdauerte noch die Zeit des freien Volksstaates Württemberg ab 1919 bis 1938. Durch die dann erfolgte Kreisreform während der NS-Zeit in Württemberg gelangte Ötisheim 1938 zum Landkreis Vaihingen. 1945 wurde Ötisheim der amerikanischen Besatzungszone zugeordnet und gehörte somit zum neu gegründeten Land Württemberg-Baden, das 1952 im jetzigen Bundesland Baden-Württemberg aufging.
Mit der Kreisreform 1973 kam Ötisheim vom aufgelösten Landkreis Vaihingen zum Enzkreis.
Bei der im gleichen Zeitraum stattfindenden Gebietsreform kam die Frage auf, ob man Ötisheim mit Enzberg oder mit Ölbronn oder nach Mühlacker eingemeindet sollte. Währenddessen planten die Ötisheimer einen Zusammenschluss mit Dürrn. Vertraglich wurde alles zwischen Ötisheim und Dürrn festgelegt und von den jeweiligen Bürgermeistern auch unterschrieben, aber es fehlte noch die Zustimmung des Stuttgarter Innenministeriums. Dieser wollte jedoch, dass Ötisheim ein Teilort von Mühlacker hätte werden sollen. Doch bevor der Entschluss gefasst wurde, gab es am 8. April 1973 eine Bürgeranhörung in Ötisheim. Bei einer Wahlbeteiligung von 71 % sprachen sich 92,8 % der Bürger für eine Unabhängigkeit aus. Damit war aber die Sache nicht vom Tisch, da Mühlacker es unerträglich fand, dass die Gemarkung Ötisheim bis an ihr Bahnhof grenzte. Daraufhin bot Ötisheim freiwillig eine Abtretung von 70 ha Fläche an. Doch Mühlacker wies diese als unzureichend zurück. Letztendlich einigte man sich auf 100 ha, die vor allem nördlich des Bahnhofes Mühlacker lagen. und bewahrte somit seine Unabhängigkeit.

### Bauliche Veränderung

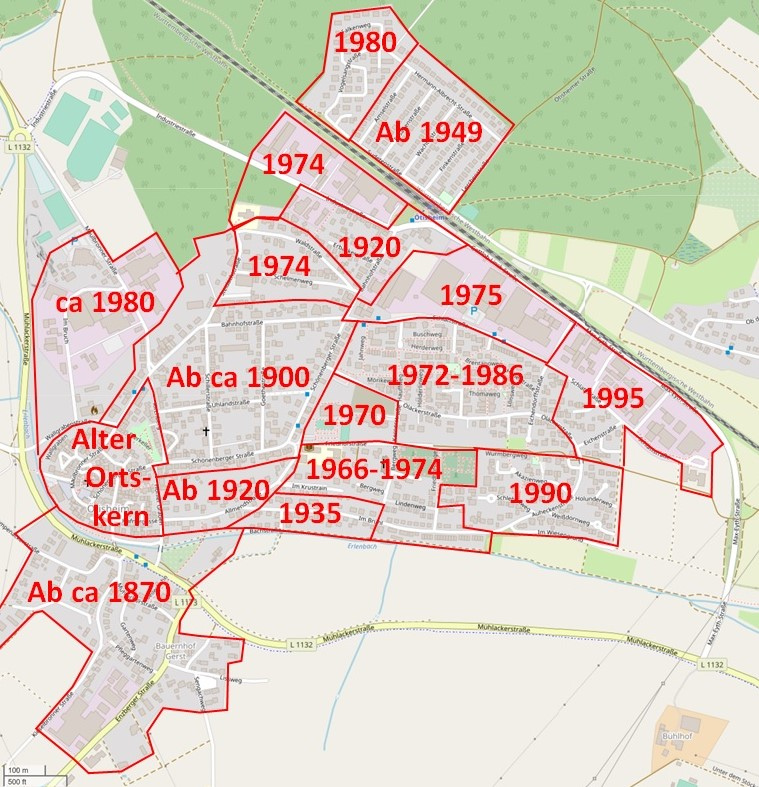
Siedlungsentwicklung

Der Ortskern zeichnet sich durch enge Gassen und wenig bis keine Flächen für Gärten und Äcker aus. Nach Berichten älterer Einwohner, welche von Pfarrer Nicolai 1774 niedergeschrieben wurden, war Ötisheim früher weiträumiger und der Erlenbach floss durch den Ort. Durch die Herrschaft des Klosters Maulbronn gab es zwischen dem 14. Jahrhundert und 15. Jahrhundert, durch Albrecht IV. von Ötisheim, grundlegende bauliche Maßnahmen, damit das Dorf besser geschützt war. So wurden am Anfang Palisaden um das Dorf errichtet, welche später Mauern ersetzten. Ebenso gab es 2 Tore, um in das Dorf zu gelangen. Das eine Tor stand zwischen der Alten Mühlackerstraße und dem Brunnehäusle, das andere Tor befand sich am alten Friedhof, wo das heutige Kriegerdenkmal steht. Der alte Friedhof war der Nachfolger des Friedhofes an der Michaelskirche, welcher bis Ende des 16. Jahrhunderts dort war. Als der Friedhof verlegt wurde, hatte man auch Platz für den Bau eines Rathauses, was heute das evangelische Gemeindehaus ist. 1909 entschied der Gemeinderat, dass der alte Friedhof an einem anderen Ort verlegt werden musste, da der Friedhof mittlerweile umgeben war von Wohnhäuser und eine Erweiterung nicht mehr möglich war. Beim Errichten des neuen Friedhofes wurde auch gleich die dortige Leichenhalle gebaut.
1935–1936 baute die Gemeinde an der Brühlstraße eine größere Siedlung. Anfang der 50er Jahre entstand die Wald-Siedlung aufgrund der rund 700 Vertriebenen, die sich in Ötisheim aufhielten. Davor lebten die Vertriebenen zum Teil in Baracken am Barackenbuckel, welche man extra für sie baute. Um nach Maulbronn oder Corres zu gelangen, musste man bis 1993 über die Alte Mühlacker Straße, Richtung Maulbronner Straße, durch den Ortskern fahren, was eine hohe Belastung für die Gemeinde war. Nach der Fertigstellung der Umgehungsstraße Mühlackerstraße (L 1131), begann die Sanierung und Umgestaltung des Ortskernes 1996 und dauerte bis 1997 an.

## Bevölkerung

### Dialekt
Sprachlich gehört Ötisheim zum Enztalschwäbisch, das dem Westschwäbischen Sprachraum untergeordnet wird. Beim Enztalschwäbisch handelt es sich um ein ursprünglich fränkisches Siedlungsgebiet (Südfränkische Dialekte), das stark schwäbisch überformt wurde. Nach dem Sprachatlas Baden-Württemberg, liegt Ötisheim im Schwäbisch-Fränkischen Bereich.

### Bevölkerungsanteil
2018 hatte die Gemeinde Ötisheim 4727 Einwohner. Davon waren 2386 (50,8 %) männliche Einwohner. Von den 4727 Einwohnern sind 568 (12,01 %) Ausländer. 1060 (22,5 %) sind über 65 Jahre alt und 769 (16 %) sind unter 18 Jahre alt. 2018 sind 339 (7,2 %) nach Ötisheim zugezogen und 309 (6,5 %) weggezogen.

### Einwohnerentwicklung
Die Jahre bis 1802 sind nicht vollständig, sondern nur eine Auswahl. Die Zahlen sind bis 1605 Schätzungen, da man bis dahin die Bevölkerungszahl nur in Dezimalzahlen festhielt und die schulreifen Kinder generell nicht mitzählte. 1654 zählte Ötisheim nur noch 285 Einwohner, was auf den Dreißigjährigen Krieg und die Pest zurückzuführen lässt. Vom Pfarrer Nicolai wird aber in seiner Memorabilia Oetisheimensiain berichtet, dass im Winter zwischen 1692 und 1693 nur noch 9 Menschen in Ötisheim lebten. Das lässt sich darauf zurückführen, dass die Bewohner, nach dem die französischen Truppen von Marschall de Lorge Ötisheim einnahmen und plünderten, anderorts Schutz vor dem Winter suchten. Die Teilorte Erlenbach, Schönenberg und Corres wurden nicht mitgezählt. Die Bevölkerungszahl von Ötisheim hielt die damalige obersten Kirchenbehörde Württembergs jährlich fest. In der Oberamtsbeschreibung wird für das Jahr 1834 und 1846 zwischen Ortsangehörige und Ortsanwesenden unterschieden, weshalb diese Zahlen nicht sicher sind. Die Einwohnerzahl zwischen 1871 und 1961 sind dem historischen Gemeindeverzeichnis Baden-Württemberg, 1965 entnommen.
| Ötisheim: Einwohnerzahlen von 1586 bis 2017 | Ötisheim: Einwohnerzahlen von 1586 bis 2017 | Ötisheim: Einwohnerzahlen von 1586 bis 2017 | Ötisheim: Einwohnerzahlen von 1586 bis 2017 | Ötisheim: Einwohnerzahlen von 1586 bis 2017 |
| ------------------------------------------- | ------------------------------------------- | ------------------------------------------- | ------------------------------------------- | ------------------------------------------- |
| Jahr                                        |                                             |                                             |                                             | Einwohner                                   |
| 1586                                        | 1586                                        |                                             | 840                                         | 840                                         |
| 1605                                        | 1605                                        |                                             | 800                                         | 800                                         |
| 1654                                        | 1654                                        |                                             | 285                                         | 285                                         |
| 1667                                        | 1667                                        |                                             | 418                                         | 418                                         |
| 1677                                        | 1677                                        |                                             | 385                                         | 385                                         |
| 1678                                        | 1678                                        |                                             | 193                                         | 193                                         |
| 1692                                        | 1692                                        |                                             | 554                                         | 554                                         |
| 1697                                        | 1697                                        |                                             | 248                                         | 248                                         |
| 1707                                        | 1707                                        |                                             | 471                                         | 471                                         |
| 1727                                        | 1727                                        |                                             | 739                                         | 739                                         |
| 1747                                        | 1747                                        |                                             | 819                                         | 819                                         |
| 1767                                        | 1767                                        |                                             | 862                                         | 862                                         |
| 1787                                        | 1787                                        |                                             | 810                                         | 810                                         |
| 1797                                        | 1797                                        |                                             | 874                                         | 874                                         |
| 1802                                        | 1802                                        |                                             | 913                                         | 913                                         |
| 1834                                        | 1834                                        |                                             | 1.244                                       | 1.244                                       |
| 1840                                        | 1840                                        |                                             | 1.207                                       | 1.207                                       |
| 1846                                        | 1846                                        |                                             | 1.250                                       | 1.250                                       |
| 1858                                        | 1858                                        |                                             | 1.281                                       | 1.281                                       |
| 1871                                        | 1871                                        |                                             | 1.502                                       | 1.502                                       |
| 1880                                        | 1880                                        |                                             | 1.645                                       | 1.645                                       |
| 1890                                        | 1890                                        |                                             | 1.649                                       | 1.649                                       |
| 1900                                        | 1900                                        |                                             | 1.690                                       | 1.690                                       |
| 1910                                        | 1910                                        |                                             | 1.909                                       | 1.909                                       |
| 1925                                        | 1925                                        |                                             | 1.969                                       | 1.969                                       |
| 1933                                        | 1933                                        |                                             | 2.015                                       | 2.015                                       |
| 1939                                        | 1939                                        |                                             | 2.124                                       | 2.124                                       |
| 1946                                        | 1946                                        |                                             | 2.727                                       | 2.727                                       |
| 1950                                        | 1950                                        |                                             | 2.790                                       | 2.790                                       |
| 1956                                        | 1956                                        |                                             | 3.187                                       | 3.187                                       |
| 1961                                        | 1961                                        |                                             | 3.433                                       | 3.433                                       |
| 1970                                        | 1970                                        |                                             | 4.059                                       | 4.059                                       |
| 1987                                        | 1987                                        |                                             | 4.218                                       | 4.218                                       |
| 2002                                        | 2002                                        |                                             | 4.808                                       | 4.808                                       |
| 2006                                        | 2006                                        |                                             | 4.869                                       | 4.869                                       |
| 2007                                        | 2007                                        |                                             | 4.894                                       | 4.894                                       |
| 2008                                        | 2008                                        |                                             | 4.857                                       | 4.857                                       |
| 2009                                        | 2009                                        |                                             | 4.831                                       | 4.831                                       |
| 2010                                        | 2010                                        |                                             | 4.819                                       | 4.819                                       |
| 2011                                        | 2011                                        |                                             | 4.694                                       | 4.694                                       |
| 2012                                        | 2012                                        |                                             | 4.703                                       | 4.703                                       |
| 2017                                        | 2017                                        |                                             | 4.701                                       | 4.701                                       |
| 2018                                        | 2018                                        |                                             | 4.727                                       | 4.727                                       |
| Datenquelle                                 |                                             |                                             |                                             |                                             |

## Religionen
Vor der Reformation lag Ötisheim im Archidiakon Pforzheim, welches zum Bistum Speyer gehörte. Ab 1535 war der Ort protestantisch. 1635 bis 1644 wurde der katholische Gottesdienst wieder eingeführt, da der damalige Abt vom Kloster Maulbronn keine evangelische Pfarrer duldete, weshalb er die Kirche in Ötisheim abschloss und den Schlüssel bei sich aufbewahrte. Die geistliche Betreuung bekamen sie von den Maulbronner Mönchen. 1644 bis 1648 gab es wieder den evangelischen Gottesdienst, unterstützt durch Dürrmenz. Um 1900 waren 99 % der Einwohner evangelisch, 15 Einwohner waren katholisch und 9 waren andersgläubige Christen. Nach dem Zweiten Weltkrieg stieg die Anzahl der Katholiken, bedingt durch die Heimatvertriebene und später durch italienische und spanische Gastarbeiter. 1971/72 wurde darum die katholische Auferstehungskirche in Ötisheim gebaut. 1965 waren noch 77 % evangelisch und 20 % katholisch und 2011 53,7 % evangelisch und 18,1 katholisch.
Durch Bekanntmachung des Oberkirchenrats vom 13. April 1954 wurde Erlenbach von der Kirchengemeinde Ötisheim in die Kirchengemeinde Schönenberg umgegliedert. Mit Wirkung vom 4. Dezember 1977 wurden die Filialkirchengemeinden Corres und Schönenberg aufgelöst und die Gemeindeglieder der Kirchengemeinde Ötisheim angeschlossen. Somit hat die Kirchengemeinde Ötisheim bis heute drei evangelische Kirchen und zwei Pfarrer.
1863 begann der Prediger Christian Reith in Ötisheim die Sichtweise der Methodisten zu predigen, welcher schon in Grötzingen eine kleine methodistische Gemeinde gründete. Nach dem Zweiten Weltkrieg ließ der dort lebende Fabrikant Eugen Lutz einen Gemeindesaal errichten, das auch die Altpietistische Gemeinschaft Ötisheim nutzte. 2005 wurden die Arbeiten eingestellt.
Seit 1949 gibt es eine neuapostolische Gemeinde, welche um die 65 Mitglieder hat.

## Politik

### Wappen
Blasonierung: In Gold (Gelb) schräg gekreuzt einen roten Abtsstab und eine grüne Eidechse.
Das Wappenbild ist bereits in dem 1514 gestochenen ersten Flecken Siegel anzutreffen, auch schien die Farbgebung damals schon festzustehen. Der Abtstab weist auf die klösterliche Grundherrschaft des Klosters Maulbronn hin, während die Eidechse (mundartlich „Aitsa“) angeblich den Ortsnamen volksetymologisch umsetzt. In einem Gerichtssiegel von 1529 und späteren Siegeln erscheint nur die Eidechse im Wappenschild, welches vom späten 19. Jahrhundert bis in die dreißiger Jahre des 20. Jahrhunderts hinein von einem Reichsadler als Herzschild aufgelegt ist. Anfang 1950 wurde das Wappen wieder nach dem ältesten Siegelbild umgestaltet und am 28. September wurde die Flaggenfarbe genehmigt.

### Bürgermeister
Der Bürgermeister wird für 8 Jahre gewählt. Seit 1994 ist Werner Henle (* 1957) Bürgermeister in Ötisheim. Ebenso ist er seit 2014 Vorsitzender der Freie Wähler im Enzkreis, als auch Kreisrat im Kreistag des Enzkreises.

### Gemeinderat
Der Gemeinderat in Ötisheim besteht aus den 14 gewählten ehrenamtlichen Gemeinderäten und dem Bürgermeister als Vorsitzendem. Der Bürgermeister ist im Gemeinderat stimmberechtigt.
Die Kommunalwahl am 9. Juni 2024 führte zu folgendem Ergebnis.
| Parteien und Wählergemeinschaften                  | % 2024  | Sitze 2024 | % 2019 | Sitze 2019 | Kommunalwahl 2024 %50403020100 46,64 %n. k. %19,96 %16,84 %16,56 % FWSPDEs geht noch mehr...BUNJLAGewinne und Verlusteim Vergleich zu 2019 %p 20 15 10 5 0 −5−10−15−20−25+0,54 %p−22,2 %p+4,06 %p+1,04 %p+16,56 %pFWSPDEs geht noch mehr...BUNJLA |
| Freie Wählervereinigung/Unabhängige Bürgerliste    | 46,64   | 7          | 46,1   | 7          | Kommunalwahl 2024 %50403020100 46,64 %n. k. %19,96 %16,84 %16,56 % FWSPDEs geht noch mehr...BUNJLAGewinne und Verlusteim Vergleich zu 2019 %p 20 15 10 5 0 −5−10−15−20−25+0,54 %p−22,2 %p+4,06 %p+1,04 %p+16,56 %pFWSPDEs geht noch mehr...BUNJLA |
| Sozialdemokratische Partei Deutschlands            | –       | –          | 22,2   | 3          | Kommunalwahl 2024 %50403020100 46,64 %n. k. %19,96 %16,84 %16,56 % FWSPDEs geht noch mehr...BUNJLAGewinne und Verlusteim Vergleich zu 2019 %p 20 15 10 5 0 −5−10−15−20−25+0,54 %p−22,2 %p+4,06 %p+1,04 %p+16,56 %pFWSPDEs geht noch mehr...BUNJLA |
| Es geht noch mehr...                               | 19,96   | 3          | 15,9   | 2          | Kommunalwahl 2024 %50403020100 46,64 %n. k. %19,96 %16,84 %16,56 % FWSPDEs geht noch mehr...BUNJLAGewinne und Verlusteim Vergleich zu 2019 %p 20 15 10 5 0 −5−10−15−20−25+0,54 %p−22,2 %p+4,06 %p+1,04 %p+16,56 %pFWSPDEs geht noch mehr...BUNJLA |
| Bürgerliste Umwelt und Natur Ötisheim und Teilorte | 16,84   | 2          | 15,8   | 2          | Kommunalwahl 2024 %50403020100 46,64 %n. k. %19,96 %16,84 %16,56 % FWSPDEs geht noch mehr...BUNJLAGewinne und Verlusteim Vergleich zu 2019 %p 20 15 10 5 0 −5−10−15−20−25+0,54 %p−22,2 %p+4,06 %p+1,04 %p+16,56 %pFWSPDEs geht noch mehr...BUNJLA |
| Junge Liste Aize                                   | 16,56   | 2          | –      | –          | Kommunalwahl 2024 %50403020100 46,64 %n. k. %19,96 %16,84 %16,56 % FWSPDEs geht noch mehr...BUNJLAGewinne und Verlusteim Vergleich zu 2019 %p 20 15 10 5 0 −5−10−15−20−25+0,54 %p−22,2 %p+4,06 %p+1,04 %p+16,56 %pFWSPDEs geht noch mehr...BUNJLA |
| gesamt                                             | 100,0   | 14         | 100,0  | 14         | Kommunalwahl 2024 %50403020100 46,64 %n. k. %19,96 %16,84 %16,56 % FWSPDEs geht noch mehr...BUNJLAGewinne und Verlusteim Vergleich zu 2019 %p 20 15 10 5 0 −5−10−15−20−25+0,54 %p−22,2 %p+4,06 %p+1,04 %p+16,56 %pFWSPDEs geht noch mehr...BUNJLA |
| Wahlbeteiligung                                    | 65,29 % | 65,29 %    | 61,6 % | 61,6 %     | Kommunalwahl 2024 %50403020100 46,64 %n. k. %19,96 %16,84 %16,56 % FWSPDEs geht noch mehr...BUNJLAGewinne und Verlusteim Vergleich zu 2019 %p 20 15 10 5 0 −5−10−15−20−25+0,54 %p−22,2 %p+4,06 %p+1,04 %p+16,56 %pFWSPDEs geht noch mehr...BUNJLA |

### Gemeindehaushalt
Ötisheim ist seit 2003 durchgehend schuldenfrei und gehört zu den wenigen Gemeinden und Städten in Baden-Württemberg ohne Schulden.
| Jahr | Gesamtbetrag | je Einwohner |
| ---- | ------------ | ------------ |
| 1973 | 1.367.000    | 327          |
| 1978 | 1.687.000    | 408          |
| 1982 | 2.585.000    | 620          |
| 1988 | 3.289.000    | 784          |
| 1989 | 2.141.000    | 502          |
| 1995 | 1.444.000    | 840          |
| 2002 | 782.000      | 163          |
| 2003 | 0            | 0            |

### Gemeindepartnerschaft
Unweit von Avignon inmitten des Luberon-Gebirges im Département Vaucluse sind die fünf Partnergemeinden von Ötisheim anzutreffen. Allen Gemeinden vereint die Geschichte der Waldenser.
Der deutsche Sitz der Waldenservereinigung befindet sich im Ortsteil Schönenberg und der französische Sitz in Mérindol. Schon vor der offiziellen Unterzeichnung bestand darum zwischen den Gemeinden eine freundschaftliche Bande. Demzufolge gibt es auch einen Verein namens Les Amis d’Ötisheim.
Ötisheim unterhält mit folgenden Gemeinden eine Gemeindepartnerschaft:
| Stadtwappen von Mérindol          | Mérindol          | Frankreich | 1994 | Frankreich |
| Stadtwappen von Puget-sur-Durance | Puget-sur-Durance | Frankreich | 1994 | Frankreich |
| Stadtwappen von Lauris            | Lauris            | Frankreich | 1994 | Frankreich |
| Stadtwappen von Puyvert           | Puyvert           | Frankreich | 1994 | Frankreich |
| Stadtwappen von Lourmarin         | Lourmarin         | Frankreich | 1994 | Frankreich |

## Wirtschaft

### Landwirtschaft
Ötisheim war, neben den Gasthäusern und kleinen Handwerksbetrieben, ein rein forst- und landwirtschaftliches Dorf. 1949 wurden von den 1258 ha der Gemarkung Ötisheim von 323 forst- und landwirtschaftlichen Betrieben genutzt. Dazu muss man anmerken, dass die meisten Betriebe weniger als 2 ha hatten und nur 45 Betriebe bewirtschafteten mehr als 5 ha. Die Flächen wurde von den Frauen bearbeitet und als Nebenerwerb genutzt, während die Männer für den Haupterwerb in der Industrie tätig waren. 30 Jahre später waren es nur noch 39 Höfe und 2003 waren es 9 Betriebe. 2010 waren es 3 Haupterwerbsbetriebe und 4 Nebenerwerbsbetriebe.

### Industrie
Vor der Industrialisierung gab es vor allem kleine Handwerksbetriebe, welche zumeist im Ort tätig waren. 1717 gab es drei Zimmerleute, drei Bäcker (zwei waren gleichzeitig Wirtsleute), einen Müller, drei Schmiede, sieben Weber, 5 Metzger (davon waren vier auch Wirtsleute), drei Barbiere, zwei Schneider, zwei Wagner, vier Schuhmacher, ein Maurer, einen Schreiner, zwei Küfer und drei Krämer.
Die erste in Ötisheim gegründete Fabrik, war die Pfleghof-Brauerei Linck, welche von 1870, mit Unterbrechungen, bis 1951 existierte. 1896 wurde eine Eisengießerei eröffnet und wird bis heute als Hiller & Lutz GmbH & Co. weiter geführt. Eine Kettenfabrik von Adolf Kimmerle entstand 1899. 1903 zählte man 9 Betriebe mit 52 Beschäftigte. 1911 gründete Albert Schneider eine weitere Eisengießerei, welche aber 1927 wieder eingestellt wurde. 1920 entstand das Schamottenwerk Friedrich & Cie und 1922 die Zementwaren- und Leichtsteinfabrik Friedrich Feinauer. Ernst Ott und Emil Heugel gründeten 1924 die Kreissägenfirma Ott & Heugel GmbH, welche bis heute noch existiert. Als Walter Mack das evangelische Gemeindehaus, damals das alte Schulgebäude, 1925 kaufte, errichtete er darin eine Teppichfabrik, das bis 1968 existierte. Die Firma Altenpohl & Pilgramm, welche Feuerzeuge herstellte, wurde 1933 gegründet und zog in die ehemalige Räumlichkeiten der Metallwarenfabrik Ötisheim ein. Albert Common gründete die heutige Common Transporte GmbH & Co. KG 1938. und 1940 verlegte die in Mühlacker gegründete Metallwarenfabrik Raster & Scheible ihren Firmensitz nach Ötisheim. Heute hat Ötisheim mehrere kleine und mittlere Unternehmen.

## Infrastruktur

### Verkehr

#### Straße
Ötisheim liegt zwischen 3 Bundesstraßen. Die Bundesstraße 10 (Pforzheim–Stuttgart), die Bundesstraße 35 (Bruchsal–Illingen) und die Bundesstraße 294 (Pforzheim–Bruchsal). Über die B 10 erreicht man Richtung Süden in etwa 23 Minuten die Bundesautobahn 81, über die Bundesautobahn 8 (Anschlussstelle Pforzheim-Ost) Richtung Autobahndreieck Leonberg. Richtung Westen erreicht man über Enzberg die A 8 (Anschlussstelle Pforzheim-Ost) in ca. 12 Minuten. Die B 35 erreicht man Richtung Norden in etwa 5 Minuten und über die B 294 erreicht man die Bundesautobahn A 8 (Anschlussstelle Pforzheim-Nord) Richtung Ost/Süd über Ölbronn-Dürrn, in ca. 11 Minuten.

#### Öffentlicher Personenverkehr
Ötisheim besitzt einen Haltepunkt an der württembergischen Westbahn, welcher bis zum 8. Juni 2019 von der Linie S 9 der Stadtbahn Karlsruhe bedient wurde. Außerdem fährt in der Sommersaison sonntags eine Regionalbahn von Mühlacker nach Maulbronn Stadt, welche auch in Ötisheim hält. Täglich verkehren mehrere durchgehende Züge von und nach Stuttgart Hbf, aber wer in Mühlacker in einen schnelleren Zug umsteigt, hat meist eine kürzere Fahrzeit.
Am 9. Juni 2019 übernahm Abellio den Nahverkehr auf der Westbahn, welcher Ötisheim stündlich zwischen 6 und 23 Uhr an die Städte Mühlacker und Bretten anbindet.
Von Montag bis Freitag verkehrt eine Buslinie von Mühlacker nach Dürrn, mit der auch die Teilorte Erlenbach, Schönenberg und Corres bedient werden.

#### Radverkehr
Durch eine Alltagsroute aus dem Radnetz Baden-Württemberg ist Ötisheim an Maulbronn vorbei und über Knittlingen mit Bretten und in der anderen Richtung mit Mühlacker verbunden. Zwischen dem Bahnhof Maulbronn West und Ötisheim verläuft die Route jedoch großteils auf einem Waldweg.

#### Flughafen
Der nächstgelegene Flughafen ist der Flughafen Stuttgart und in ca. 39 Minuten erreichbar.

### Wasserversorgung
1867 wurden von Corres aus, aus den dort gelegenen Quellen, eine Leitung nach Ötisheim verlegt, um den stetigen Bedarf zu decken. 3 zentralen Brunnen wurden damit gefüllt. Ein Brunnen war direkt an der Kelter, das andere an der Nagelschmiedgasse und der dritte Brunnen wurde an der Schönenberger Straße verlegt. Bis auf die Teilorte Erlenbach und Schönenberg, wurden 1914 Eisenrohre verlegt, so dass jeder Haushalt einen eigenen Wasseranschluss hatte. Erst 1933 sind dann auch die Teilorte Erlenbach und Schönenberg an die Wasserversorgung angeschlossen worden.
Heute gibt es 3 Tiefbrunnen bei Corres, welche zwischen 46 und 132 Meter tief sind. Das Grundwasser ist reines Trinkwasser und wird durch eine Nanofilteranlage hochgepumpt. Das Wasser enthält nach der Aufbereitung 1,6 Millimol Calciumcarbonat je Liter (9 dH) und fällt in die Klassifizierung mittel.

### Öffentliche Einrichtungen

#### Bildung
Ötisheim hat eine Grund- und Hauptschule, sowie eine Werkrealschule, welche mit der Hartfeldschule aus Enzberg kooperiert. Für die vorschulische Betreuung gibt es die Kindergärten „Öläcker“ und „Steidach“. Schon 1556 gab es Schulunterricht in Ötisheim, welcher damals im alten Rathaus (heute das evangelische Gemeindehaus) stattfand. 1893 gab es drei Schulhäuser, neben dem alten Rathaus, gab es noch das Waldhorn und eine Schule in Schönenberg. Als das Waldhorn-Schulhaus 1921 abbrannte, wurde die heutige Henri-Arnaud-Ötisheim Schule ein Jahr später erbaut. 1969 stellte man eine Erweiterung der Schule fertig.

#### Freibad

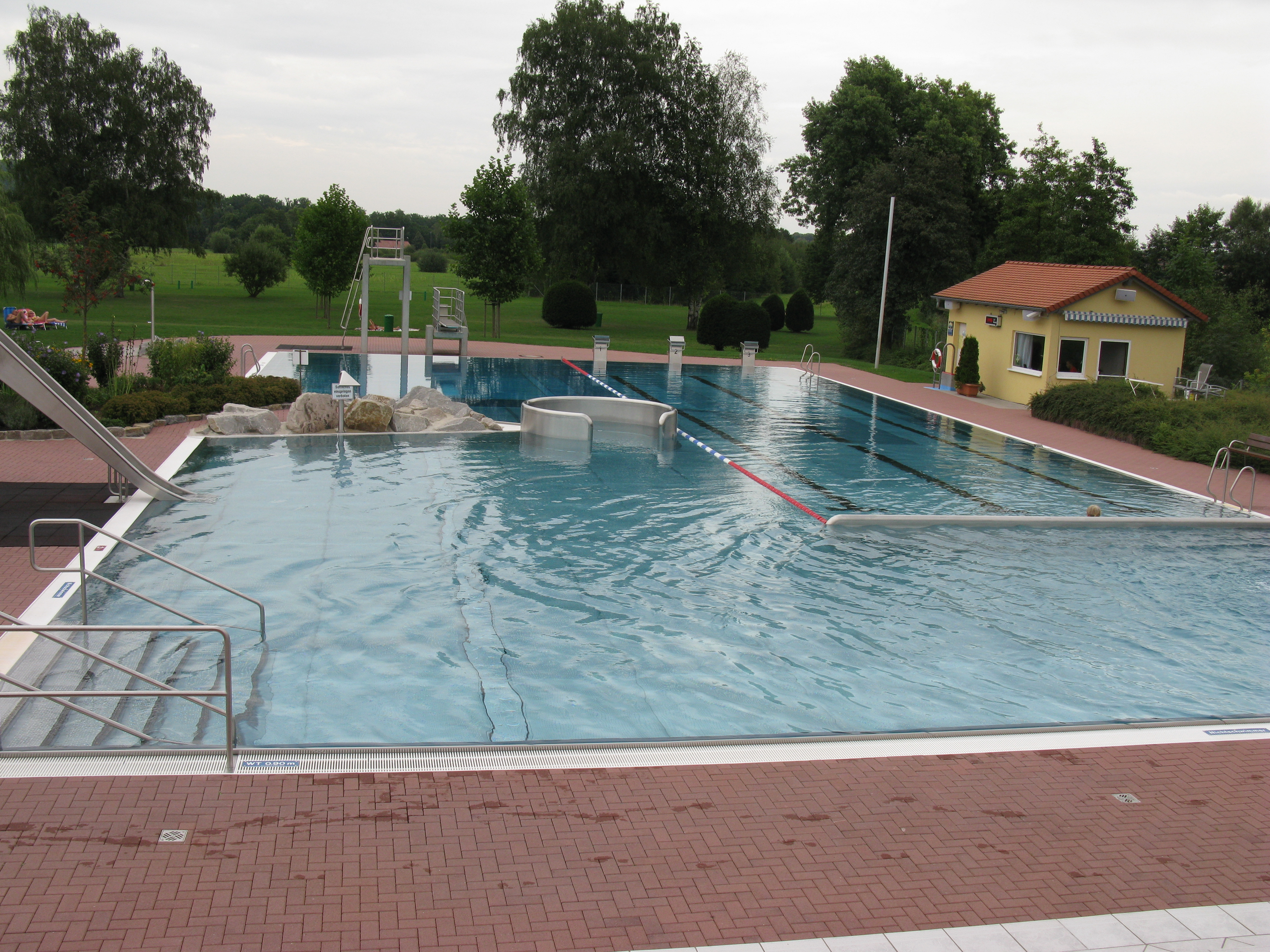
Das Freibad Ötisheim am Erlenbach

Das Freibad, erbaut 1936, das direkt neben dem Erlenbach liegt, war eines der ersten im damaligen Landkreis Vaihingen/Enz. Schon 1932 lagen Pläne für den Bau eines Freibades vor. Die Kosten kalkulierte man auf 3.500 Reichsmark, doch aufgrund der Weltwirtschaftskrise konnte die Gemeinde die Summe nicht aufbringen.

#### Erlentalhalle
Ähnlich wie bei dem Freibad, wurde die Bevölkerung im Januar 1950 aufgerufen, beim Bau einer Gemeindehalle mitzuhelfen, um Kosten zu sparen. Anfang Oktober 1950 folgte die Einweihung und man hatte Platz zwischen 600 und 900 Personen. Die Gemeindehalle diente als Sporthalle für die Schüler und als Trainingsraum und Versammlungsort für Vereine. Ebenso gab es dort das erste Kino für die Gemeinde Ötisheim, wo man die Möglichkeit hatte 2 mal die Woche das Kino zu besuchen. 1979 riss man die Gemeindehalle ab und 1980 wurde die neue Gemeindehalle „Erlentalhalle“ eingeweiht.

#### Bücherei
Weiterhin gibt es eine Ortsbücherei, welche sich im Hauptgebäude der Grund- und Hauptschule befindet.

#### Feuerwehr
Ob es schon vor der staatlich vorgegebene Local-Feuerlösch-Ordnung (1931) eine organisierte Pflichtfeuerwehr in Ötisheim gab, ist nicht bekannt. Aber es wird vermutet, dass dies der Fall war, da in einem Werbeschreiben eines Ulmer Spritzenfabrikanten, 1829, vermerkt wurde, dass die Gemeinde Ötisheim eine eigene Feuerspritze besäße und eine zweite im Teilort Corres. 1910 hatte der damalige Feuerwehrkommandant Karl Heugel einen Antrag gestellt, in dem es darum ging, dass es nicht mehr Pflichtfeuerwehr, sondern Freiwillige Feuerwehr heißen soll. Der Antrag wurde vom Gemeinderat genehmigt und am 4. September wurde die Freiwillige Feuerwehr Ötisheim gegründet. Die Gerätschaft der Feuerwehr befand sich im Keller des Rathauses. Als 1963 ein neues Löschfahrzeug angeschafft wurde, baute man ein Geräteraum an das Rathaus an. 1964 gründete man die Jugendfeuerwehr. In den 1980er Jahren begann man ein Feuerwehrhaus zu bauen, das 1987 fertiggestellt wurde. 1996 ist die erste Frau, Miriam Kolb, in die Freiwillige Feuerwehr aufgenommen worden.

## Kultur und Sehenswürdigkeiten

### Museum

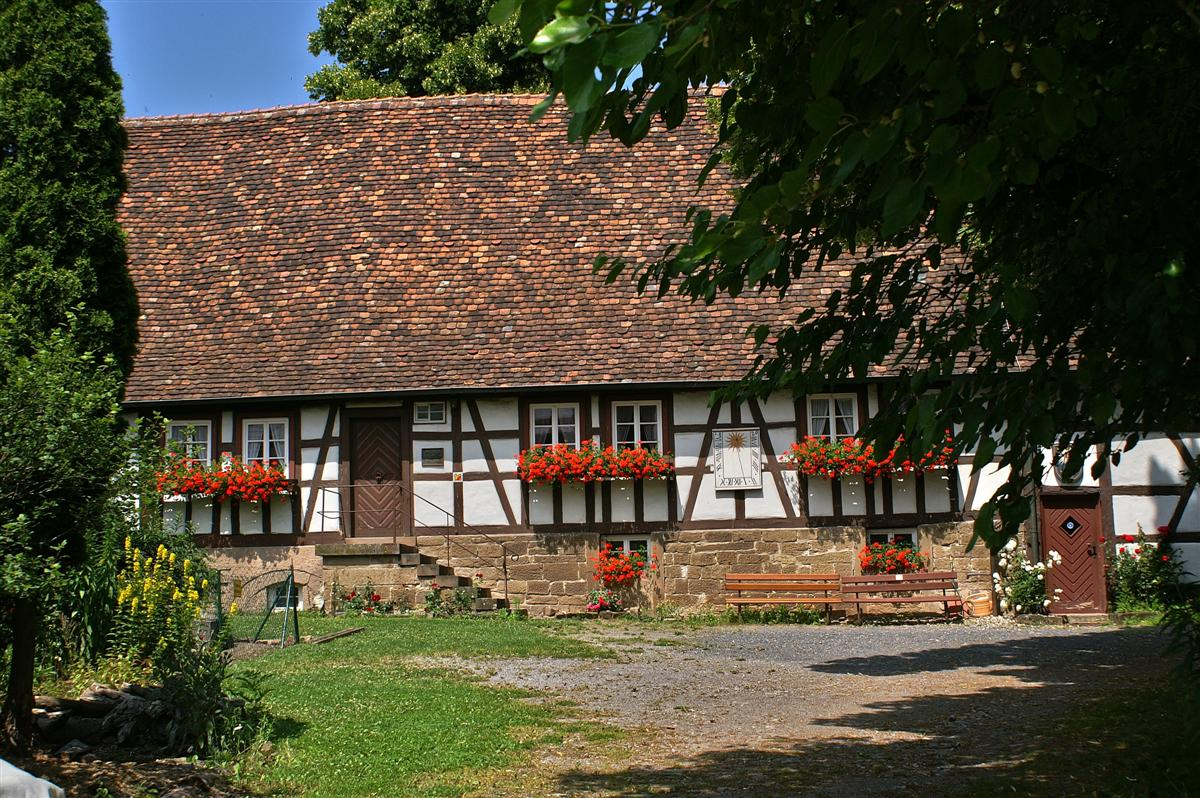
Wohnhaus von Henri Arnaud, heute ein Waldensermuseum

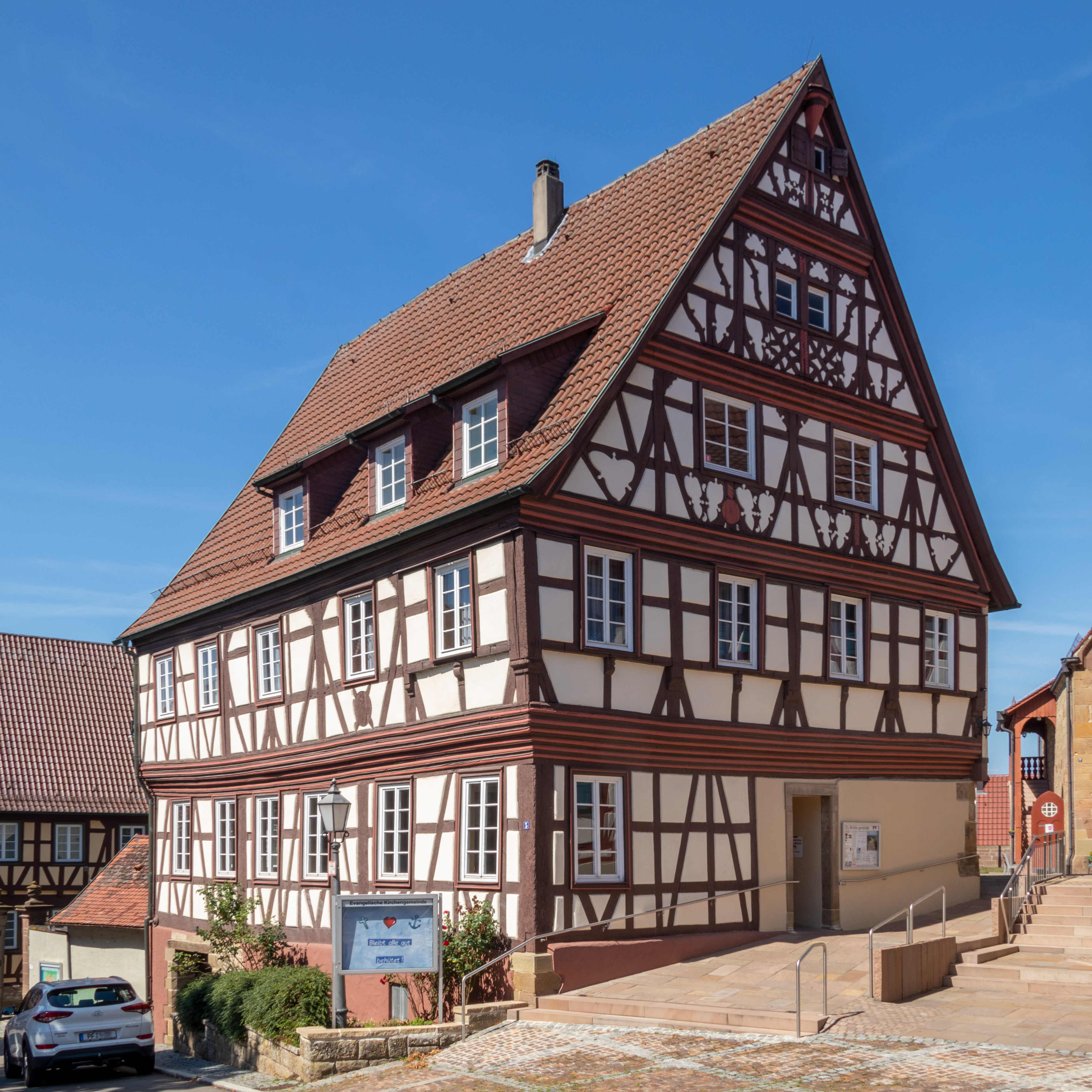
Evangelisches Gemeindehaus

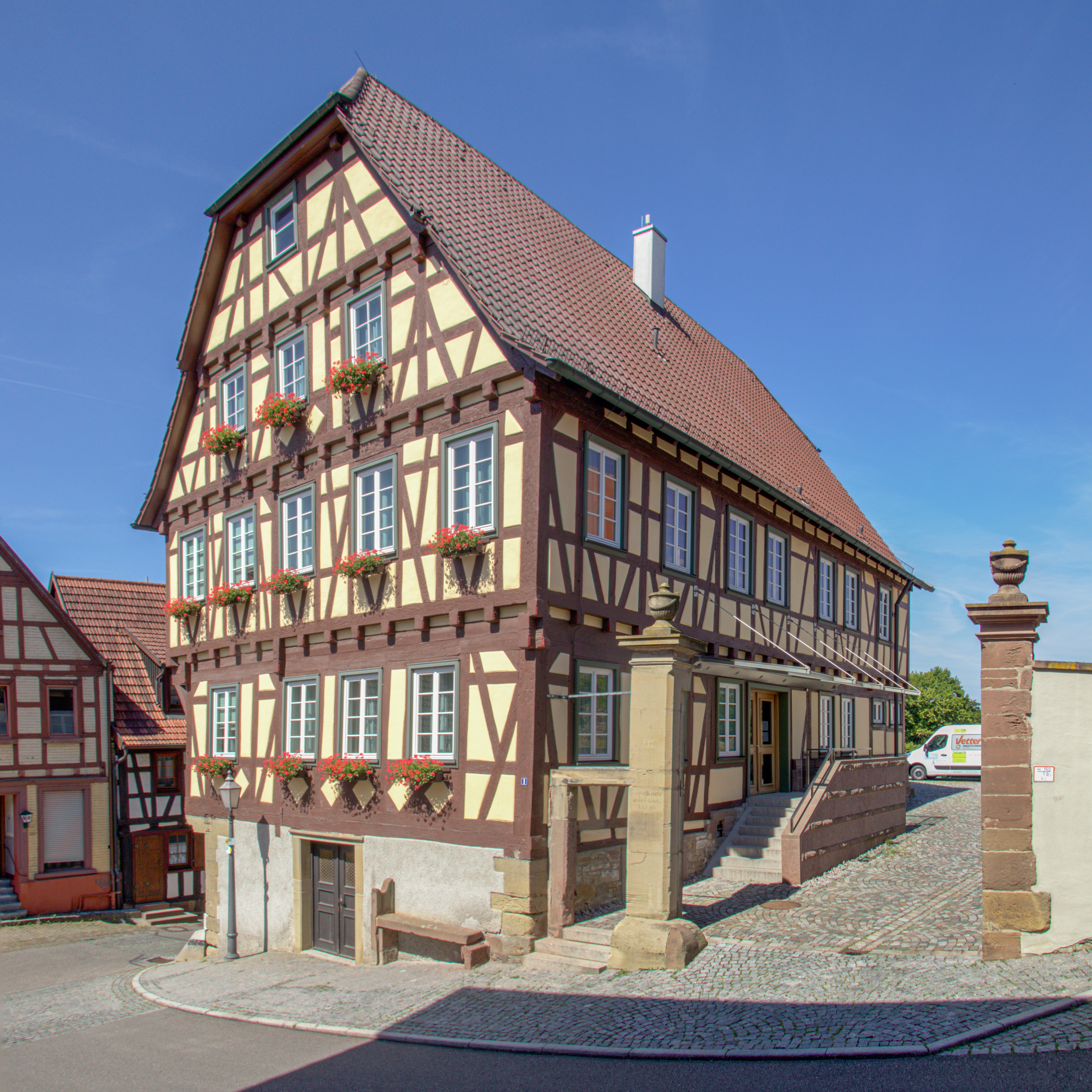
Pfleghof

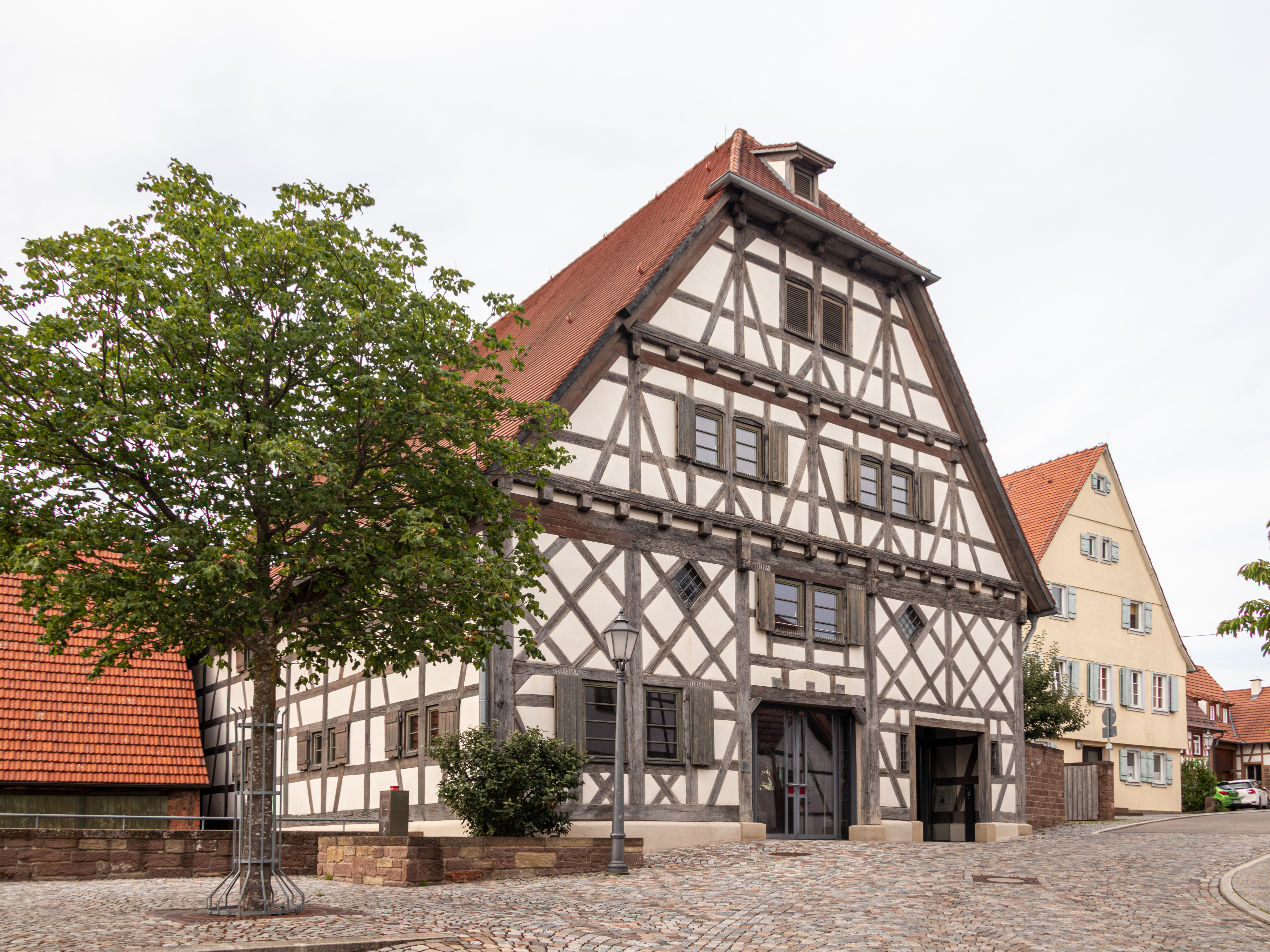
Kelter, rechts davon das Pfarrhaus

Das deutsche Waldenser-Museum im Ortsteil Schönenberg befindet sich im ehemaligen Wohnhaus, erbaut 1701, des Waldenserführer Henri Arnaud. Dort erfährt man über die Geschichte und das Leben der Waldenser und Hugenotten. In dem Museum befindet sich eine Bibliothek und ein Archiv, worin alle Schriften und Bücher über die Waldenser gesammelt werden. Mit ca. 6000 Bände gilt sie als die größte Bibliothek über die Waldenser in Deutschland und die zweitgrößte Bibliothek weltweit.

### Sternenschanze Lienzingen/Ötisheim
Die Sternenschanze auf dem Sauberg zwischen Lienzingen und Ötisheim war eine Festungsanlage, die im Jahr 1697 von Markgraf Ludwig Wilhelm von Baden-Baden erbaut wurde. Sie ist Bestandteil der Eppinger Linien. Zum Einsatz der Schanze kam es nie, da noch im Baujahr der Anlage mit dem Gegner Frieden geschlossen wurde.

### Kulturdenkmale
Ötisheim wird aus der Sicht des Landesamtes für Denkmalpflege in Baden-Württemberg, als eines der „wertvollsten historische Ortskerne“ gezählt. Das Landesamt für Denkmalpflege untersuchte bei einer Grundlagenrecherche ca. 3500 Dörfer in Baden-Württemberg, worunter letztendlich 89 Dörfer übrig blieben, da sie eine „besonders historische Qualität“ aufweisen konnten. Ötisheim, einst ein befestigtes Haufendorf, stellt mit seinen repräsentative Sonderbauten eine überregionale Bedeutung dar.

#### Michaelskirche
Die Chorturmkirche befindet sich auf einem Bergsporn. Sie wurde erstmals 1356 urkundlich erwähnt, als der Bischof Gerhard von Speyer die Pfarrkirche mit dem Filialort Erlenbach, wo sich eine Jakobskapelle befand, an das Kloster Maulbronn eingliederte. Das älteste Mauerwerk, der untere Teil des Turmes, wird zwischen 1280 und 1300 datiert.
Im Turmchor der Kirche befinden sich ein Kreuzrippengewölbe und ein Wandgemälde.

#### Evangelisches Gemeindehaus
Das evangelische Gemeindehaus wurde ca. 1600 erbaut und überstand neben der Kirche und dem Pfleghof, nebst einiger weniger Häuser die Zerstörung durch französischen Truppen im Jahr 1692. Nachdem der Friedhof an der Kirche an das obere Tor (Kriegerdenkmal) verlegt wurde, erbaute man dort ein Rathaus.

#### Pfleghof
Erbaut vor 1692, diente der Pfleghof dem Kloster Maulbronn als klösterliches Finanzamt. So mussten die Dörfer Ötisheim, Lomersheim, Dürrmenz, Mühlhausen an der Enz, Kieselbronn, Enzberg und Mühlacker dort ihr Kirchenzent abgeben.

#### Henri-Arnaud-Kirche
Im Jahre 1701 oder 1717 erbaute Henri Arnaud im Teilort Schönenberg eine Kirche, in welcher er schließlich begraben wurde. 1883 riss man die Kirche ab, um für die heutige Henri-Arnaud-Kirche Platz zu machen. In der Kirche befindet sich die Grabplatte von Arnaud. Bis heute ist die Henri Arnaud-Kirche die einzige evangelische Kirche in Württemberg mit einem französischen Namen.

#### Kelter
1701 wurde die Kelter vom königlichen Kameralamt errichtet und im Jahr 1826 von der Gemeinde erworben. Die Kelter diente bis Ende des 20. Jahrhunderts als Obst- und Weinkelter. 2001 beschloss man die Kelter zu sanieren. 2010 wurde das millionenschwere Projekt abgeschlossen und dient heute unter anderem als Veranstaltungsort.

#### Pfarrhaus
Zwischen 1699 und 1705 erbaute man das Pfarrhaus, nachdem 1692 das alte Pfarrhaus abbrannte. Nach einem Gutachten gab es 15 nachweisliche Bauzustände. 1897 und 1905 gab es größere Veränderungen, als man den Westflügel anbaute. Ein Abriss wurde verhindert, da das zuständige Amt sich dagegen aussprach das denkmalgeschützte Gebäude abzureißen und die Gemeinde wurde für die Renovierung von 650000 Mark bezuschusst. Als man das Gebäude renovierte, stellte man fest, dass das Holz des Nordgiebels abgefault war und musste deshalb komplett erneuert werden. Auch zeigte sich, dass das Fachwerk sehr uneinheitlich war, so dass man sich gegen einer Freilegung des Fachwerkes entschied. 1993 war das Pfarrhaus wieder bezugsfertig.

### Naturdenkmale und Naturschutzgebiet

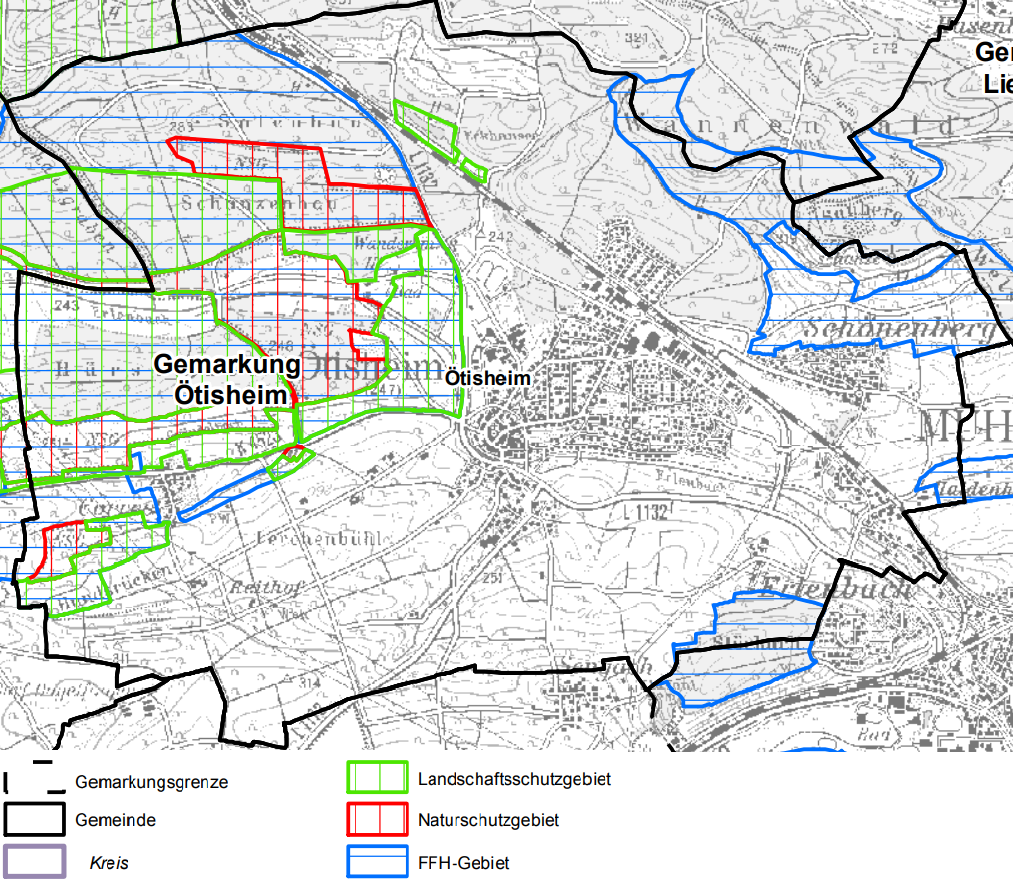
Ötisheim mit FFH-Gebiet, Naturschutz- und Landschaftsschutzgebiet

Das Gemeindegebiet hat zwei Naturdenkmale, die Wiesen-Speierling im Klammbaum und die Wiesen-Speierling im Scherrkessel. 17 % (521 ha) des FFH-Gebiets Enztal bei Mühlacker liegen in der Gemarkung Ötisheim, das Natur- und Landschaftsschutzgebiet Erlen-, Metten- und Gründelbachniederung. Das Naturschutzgebiet hat eine Größe von insgesamt 165 ha und umfasst auf dem Gebiet der Gemeinde Ötisheim den Schanzenhau, den Buchrain und den Hellerwald (ca. 42,4 ha Wald) mit der Erlenbachniederung, vor und hinter dem Hürstwald (ca. 27,5 ha offene Flur) und dem Hürstwald (ca. 19,9 ha Wald). Die Allmendwiesen (ca. 29,5 ha), Ob Corres (ca. 6,6 ha) und den Eissee.

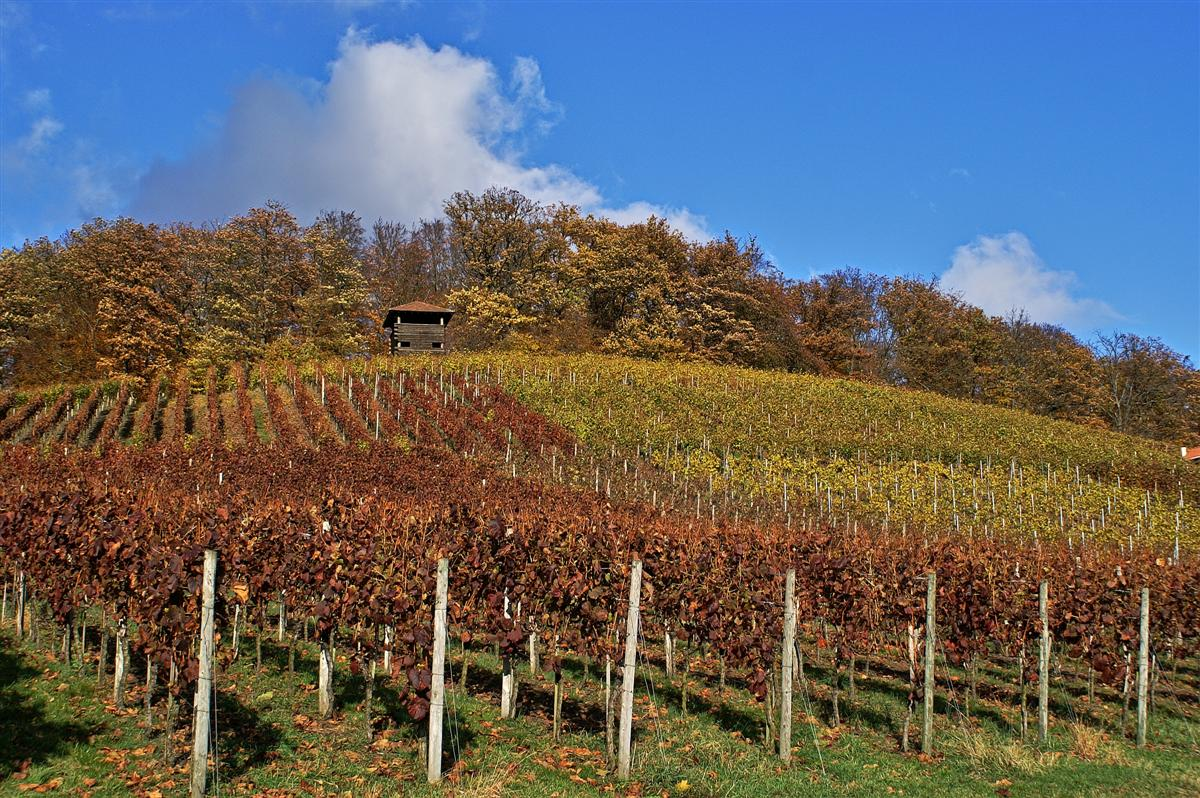
Blick von Schönenberg auf das Chartaque

### Freizeit
Seit 2000 gibt es eine 1040 Meter lange Parkeisenbahn und im September 2004 wurde ein 1,5 km langer Barfußpfad eröffnet. Auch gibt es mehrere Wandermöglichkeiten oder Radwege mit verschiedenen Ausflugszielen, wie der Chartaque am Sauberg, ein Nachbau eines Wachturmes an der Eppinger Linie. In Ötisheim gibt es 8 Gasthäuser, wo man zum Teil auch übernachten kann.

### Vereine
Von den zahlreichen Vereinen und Gruppierungen wird das kulturelle Leben in Ötisheim geprägt, die das ländliche Leben bereichern. Unter anderem bietet der Musikverein Ötisheim e. V. seit 2005 jährlich das Serenadenkonzert oder Aizemer Classics. 1994 verlieh Richard von Weizsäcker zum 100-jährigen Jubiläum des Musikvereines die Pro-Musica-Plakette. Die MC-Party des Motorradclub MC Ötisheim e. V., findet am ersten Septemberwochenende statt. Der Verein Deutsche Waldenservereinigung e. V. trägt ebenso zur Kultur durch das Waldensermuseum in Schönenberg bei, als auch der Männergesangverein Ötisheim e.V, durch seine jährliche Konzerte und dem Sängerbesen. Die 54 Mitglieder des 1992 gegründeten Vereins der Dampfbahnfreunde Ötisheim e. V. betreiben eine 1100 m lange Parkbahnanlage mit einem Dreischienengleis mit den Spurweiten von 5 und 7¼ Zoll (127 und 184 mm). Die Vereinsmitglieder haben 4 Lokomotiven gebaut: eine Decauville-Dampflok, eine rote Diesellok, eine grüne Diesel-Feldbahnlok und eine Elektrolok. Im Jahr 2024 finden 10 Fahrtage auf dem von der Gemeinde verpachteten Vereinsgelände statt.
Ältester Verein in Ötisheim ist der Männergesangverein MGV Ötisheim e. V., welcher aus einem Zusammenschluss der Vereine „Freundschaft Ötisheim“ (1871) und „Konkordia“ (1879) entstand. Der Vorläufer des Schützenverein Ötisheim e. V. war der Veteranen- und Kriegerverein, er diente zur Erinnerung an den Deutsch-Französischen Krieg 1870/1871 und wurde 1879 gegründet. 1892 gründete man den Turnverein TSV Ötisheim e. V., welcher zuerst ein reiner Turnverein war. Der Turnverein wurde 1933 aufgrund seiner politischen Haltung, er trat 1926 dem Arbeiter-Turn und Sportbund bei, von der NSDAP verboten und musste 1934 mit dem Fußballverein „Phönix“ (1909) fusionieren. Laut mündlicher Überlieferungen hat es den Musikverein schon 1879 gegeben, offiziell gilt aber das Jahr 1884 als Gründung des heutigen Musikverein Ötisheim e. V.
Sonstige Vereine in Ötisheim:
Kleintierzüchterverein e. V. Ötisheim; Naturfreunde Ötisheim; Obst- und Gartenbauverein Ötisheim; Angelsportverein 1972 Ötisheim e. V.; Boule für Alle e. V.; Indiaca Ötisheim e. V.; Box-Ring 74 Ötisheim e. V.; Tennisclub Ötisheim e. V.; Tischtennis-Freunde Ötisheim e. V. TSV Ötisheim e. V., Briefmarkensammlerverein Ötisheim – Mühlacker e. V., DLRG-Ortsgruppe Ötisheim, Ötisheim, Musikfreunde Ötisheim, TSV Ötisheim Förderverein Fußball, Trike Club Braide Rädle, Strohhexen Ötisheim.

## Ehrenbürger
- Gottlob Ade (Gemeinderat)
- Hermann Albrecht (Bürgermeister)
- Walter Halbich (Gemeinderat, Kreisrat (Enzkreis), Bundesverdienstkreuzträger[88])

## Söhne und Töchter der Gemeinde
- Albrecht IV. von Ötisheim (? – 1428) Abt des Klosters Maulbronn und Magister der Prager Universität
- Georg Friedrich von Fischer (1767–1841), Präsident des Obertribunals
- Heinrich von Harpprecht (1801–1859), Präsident des Obertribunals
- Wilhelm Heinrich von Gwinner (1801–1866), Autor und Forstmann, Landtagsabgeordneter
- Gottlob Linck (1858–1947), Mineraloge, Professor in Jena
- Eugen Immanuel Vinnai (1889–1961), Landschaftsmaler

## Persönlichkeiten mit Bezug zur Gemeinde
- Christian Gottfried Nicolai (1732–1783), Pfarrer in Ötisheim und Verfasser der Memorabilia Oetisheimensia.
- Tobias Sieber (* 1994), Professioneller E-Sportler.
- Nina Reichenbach (* 1999), Weltmeisterin im Trial der Mountainbike-Weltmeisterschaften.
- Peter Freudenthaler (* 1963), Mitbegründer und Sänger der Band Fools Garden.
- Thomas Hammer (* 1969), Wirtschaftsjournalist und Sachbuchautor.
- Mignon Kleinbek (* 1964), Schriftstellerin.
- Harald Hudak (1957–2024), Mittelstreckenläufer.